# Kanada a 2014. évi téli olimpiai játékokon
Kanada az oroszországi Szocsiban megrendezett 2014. évi téli olimpiai játékok egyik részt vevő nemzete volt. Az országot az olimpián 14 sportágban 220 sportoló képviselte, akik összesen 25 érmet szereztek.

## Érmesek
| Érem  | Versenyző | Sportág                    | Versenyszám                  |
| ----- | --- | -------------------------- | ---------------------------- |
| Arany | Kaillie Humphries Heather Moyse | Bob                        | Női kettes                   |
| Arany | Brad Jacobs Ryan Fry E. J. Harnden Ryan Harnden Caleb Flaxey | Curling                    | Férfi                        |
| Arany | Jennifer Jones Kaitlyn Lawes Jill Officer Dawn McEwen Kirsten Wall | Curling                    | Női                          |
| Arany | Nemzeti válogatott Roberto Luongo Duncan Keith Dan Hamhuis Shea Weber Drew Doughty Matt Duchene Patrick Sharp Patrick Marleau Chris Kunitz Ryan Getzlaf Jonathan Toews Jay Bouwmeester John Tavares Jamie Benn Corey Perry Martin St. Louis Alex Pietrangelo Carey Price Patrice Bergeron Mike Smith Marc-Édouard Vlasic Rick Nash P. K. Subban Jeff Carter Sidney Crosby          | Jégkorong                  | Férfi                        |
| Arany | Nemzeti válogatott Meghan Agosta-Marciano Gillian Apps Mélodie Daoust Laura Fortino Jayna Hefford Haley Irwin Brianne Jenner Rebecca Johnston Charline Labonté Geneviève Lacasse Jocelyne Larocque Meaghan Mikkelson-Reid Caroline Ouellette Marie-Philip Poulin Lauriane Rougeau Natalie Spooner Shannon Szabados Jenn Wakefield Catherine Ward Tara Watchorn Hayley Wickenheiser | Jégkorong                  | Női                          |
| Arany | Charles Hamelin | Rövidpályás gyorskorcsolya | Férfi 1500 m                 |
| Arany | Alexandre Bilodeau | Síakrobatika               | Férfi mogul                  |
| Arany | Justine Dufour-Lapointe | Síakrobatika               | Női mogul                    |
| Arany | Marielle Thompson | Síakrobatika               | Női síkrossz                 |
| Arany | Dara Howell | Síakrobatika               | Női slopestyle               |
| Ezüst | Denny Morrison | Gyorskorcsolya             | Férfi 1000 m                 |
| Ezüst | Patrick Chan | Műkorcsolya                | Férfi egyéni                 |
| Ezüst | Tessa Virtue Scott Moir | Műkorcsolya                | Jégtánc                      |
| Ezüst | Patrick Chan Meagan Duhamel Scott Moir Kirsten Moore-Towers Dylan Moscovitch Kaetlyn Osmond Eric Radford Kevin Reynolds Tessa Virtue | Műkorcsolya                | Csapat                       |
| Ezüst | Marie-Ève Drolet Jessica Hewitt Valérie Maltais Marianne St-Gelais | Rövidpályás gyorskorcsolya | Női 3000 m váltó             |
| Ezüst | Mikaël Kingsbury | Síakrobatika               | Férfi mogul                  |
| Ezüst | Mike Riddle | Síakrobatika               | Férfi félcső                 |
| Ezüst | Chloé Dufour-Lapointe | Síakrobatika               | Női mogul                    |
| Ezüst | Kelsey Serwa | Síakrobatika               | Női síkrossz                 |
| Ezüst | Dominique Maltais | Snowboard                  | Női snowboard cross          |
| Bronz | Denny Morrison | Gyorskorcsolya             | Férfi 1500 m                 |
| Bronz | Jan Hudec | Alpesisí                   | Férfi szuperóriás-műlesiklás |
| Bronz | Charle Cournoyer | Rövidpályás gyorskorcsolya | Férfi 500 m                  |
| Bronz | Kim Lamarre | Síakrobatika               | Női slopestyle               |
| Bronz | Mark McMorris | Snowboard                  | Férfi slopestyle             |

## Alpesisí
Férfi
| Versenyző              | Versenyszám            | 1. futam | 1. futam | 2. futam      | 2. futam      | Összesítés | Összesítés |
| Versenyző              | Versenyszám            | Idő      | Hely.    | Idő           | Hely.         | Idő        | Helyezés   |
| ---------------------- | ---------------------- | -------- | -------- | ------------- | ------------- | ---------- | ---------- |
| Brad Spence            | Műlesiklás             | 49,55    | 29.      | kizárták      | kizárták      | kiesett    | kiesett    |
| Phil Brown             | Műlesiklás             | 49,97    | 34.      | 59,68         | 20.           | 1:49,65    | 20.        |
| Phil Brown             | Óriás-műlesiklás       | 1:24,82  | 32.      | 1:25,09       | 24.           | 2:49,91    | 29.        |
| Erik Guay              | Lesiklás               |          |          |               |               | 2:07,04    | 10.        |
| Erik Guay              | Szuperóriás-műlesiklás |          |          |               |               | kizárták   | kizárták   |
| Jan Hudec              | Lesiklás               |          |          |               |               | 2:08,49    | 21.        |
| Jan Hudec              | Szuperóriás-műlesiklás |          |          |               |               | 1:18,67    | *          |
| Michael Janyk          | Műlesiklás             | 48,82    | 22.      | 55,54         | 12.           | 1:44,36    | 16.        |
| Manuel Osborne-Paradis | Lesiklás               |          |          |               |               | 2:09,00    | 25.        |
| Manuel Osborne-Paradis | Szuperóriás-műlesiklás |          |          |               |               | 1:20,19    | 24.        |
| Trevor Philp           | Műlesiklás             | 49,55    | 29.      | nem ért célba | nem ért célba | kiesett    | kiesett    |
| Trevor Philp           | Óriás-műlesiklás       | 1:24,38  | 31.      | 1:25,17       | 25.           | 2:49,55    | 25.        |
| Morgan Pridy           | Óriás-műlesiklás       | 1:25,95  | 39.      | 1:26,01       | 30.           | 2:51,96    | 33.        |
| Morgan Pridy           | Szuperóriás-műlesiklás |          |          |               |               | 1:19,19    | 10.        |
| Benjamin Thomsen       | Lesiklás               |          |          |               |               | 2:08,00    | 19.        |

| Versenyző    | Versenyszám | Lesiklás | Lesiklás | Műlesiklás | Műlesiklás | Összesítés | Összesítés |
| Versenyző    | Versenyszám | Idő      | Hely.    | Idő        | Hely.      | Idő        | Helyezés   |
| ------------ | ----------- | -------- | -------- | ---------- | ---------- | ---------- | ---------- |
| Morgan Pridy | Összetett   | 1:56,21  | 25.      | 53,82      | 19.        | 2:50,03    | 20.        |

* - egy másik versenyzővel azonos eredményt ért el
Női
| Versenyző              | Versenyszám            | Lesiklás      | Lesiklás      | Műlesiklás | Műlesiklás | Összesítés    | Összesítés    |
| Versenyző              | Versenyszám            | Idő           | Hely.         | Idő        | Hely.      | Idő           | Helyezés      |
| ---------------------- | ---------------------- | ------------- | ------------- | ---------- | ---------- | ------------- | ------------- |
| Elli Terwiel           | Műlesiklás             | nem ért célba | nem ért célba | kiesett    | kiesett    | kiesett       | kiesett       |
| Marie-Michèle Gagnon   | Műlesiklás             | 54,32         | 10.           | 53,05      | 15.        | 1:47,37       | 9.            |
| Marie-Michèle Gagnon   | Óriás-műlesiklás       | nem ért célba | nem ért célba | kiesett    | kiesett    | kiesett       | kiesett       |
| Marie-Michèle Gagnon   | Szuperóriás-műlesiklás |               |               |            |            | nem ért célba | nem ért célba |
| Erin Mielzynski        | Műlesiklás             | nem ért célba | nem ért célba | kiesett    | kiesett    | kiesett       | kiesett       |
| Erin Mielzynski        | Óriás-műlesiklás       | 1:21,25       | 20.           | 1:19,44    | 18.        | 2:40,69       | 21.           |
| Brittany Phelan        | Műlesiklás             | 56,41         | 17.           | 52,70      | 12.        | 1:49,11       | 15.           |
| Marie-Pier Préfontaine | Óriás-műlesiklás       | nem ért célba | nem ért célba | kiesett    | kiesett    | kiesett       | kiesett       |
| Marie-Pier Préfontaine | Szuperóriás-műlesiklás |               |               |            |            | 1:28,67       | 20.           |
| Larisa Yurkiw          | Szuperóriás-műlesiklás |               |               |            |            | nem ért célba | nem ért célba |
| Larisa Yurkiw          | Lesiklás               |               |               |            |            | 1:43,46       | 20.           |

| Versenyző            | Versenyszám | Lesiklás | Lesiklás | Műlesiklás    | Műlesiklás    | Összesítés | Összesítés |
| Versenyző            | Versenyszám | Idő      | Hely.    | Idő           | Hely.         | Idő        | Helyezés   |
| -------------------- | ----------- | -------- | -------- | ------------- | ------------- | ---------- | ---------- |
| Marie-Michèle Gagnon | Összetett   | 1:45,39  | 21.      | nem ért célba | nem ért célba | kiesett    | kiesett    |

## Biatlon
Férfi
| Versenyző                                                       | Versenyszám            | Időeredmény   | Lövőhiba    | Helyezés |
| --------------------------------------------------------------- | ---------------------- | ------------- | ----------- | -------- |
| Jean-Philippe Leguellec                                         | 10 km sprint           | 24:43,2       | 0 (0+0)     | 5.       |
| Jean-Philippe Leguellec                                         | 12,5 km üldözőverseny  | 35:45,3       | 3 (0+0+2+1) | 26.      |
| Jean-Philippe Leguellec                                         | 15 km tömegrajtos      | 43:41,6       | 1 (0+0+0+1) | 10.      |
| Jean-Philippe Leguellec                                         | 20 km egyéni indításos | 53:25,5       | 2 (0+1+0+1) | 35.      |
| Nathan Smith                                                    | 10 km sprint           | 25:09,7       | 0 (0+0)     | 13.      |
| Nathan Smith                                                    | 12,5 km üldözőverseny  | 34:37,7       | 1 (0+0+1+0) | 11.      |
| Nathan Smith                                                    | 15 km tömegrajtos      | nem ért célba | 5 (2+3)     |          |
| Nathan Smith                                                    | 20 km egyéni indításos | 52:41,3       | 3 (0+2+0+1) | 25.      |
| Brendan Green                                                   | 10 km sprint           | 25:31,7       | 1 (1+0)     | 23.      |
| Brendan Green                                                   | 12,5 km üldözőverseny  | 36:21,2       | 4 (2+1+1+0) | 35.      |
| Brendan Green                                                   | 15 km tömegrajtos      | 43:38,3       | 2 (1+1+0+0) | 9.       |
| Brendan Green                                                   | 20 km egyéni indításos | 52:05,3       | 2 (0+1+1+0) | 21.      |
| Scott Perras                                                    | 10 km sprint           | 27:32,1       | 3 (2+1)     | 74.      |
| Scott Perras                                                    | 20 km egyéni indításos | 56:04,3       | 4 (0+3+1+0) | 59.      |
| Jean-Philippe Leguellec Scott Perras Brendan Green Nathan Smith | 4 × 7,5 km váltó       | 1:13:46,2     | 1+10        | 7.       |

Női
| Versenyző                                               | Versenyszám            | Időeredmény   | Lövőhiba    | Helyezés |
| ------------------------------------------------------- | ---------------------- | ------------- | ----------- | -------- |
| Rosanna Crawford                                        | 7,5 km sprint          | 22:10,8       | 1 (0+1)     | 25.      |
| Rosanna Crawford                                        | 10 km üldözőverseny    | 34:15,6       | 7 (2+3+2+0) | 45.      |
| Rosanna Crawford                                        | 15 km egyéni indításos | 53:29,8       | 5 (2+1+1+1) | 67.      |
| Megan Imrie                                             | 7,5 km sprint          | 22:19,5       | 1 (0+1)     | 31.      |
| Megan Imrie                                             | 10 km üldözőverseny    | 32:22,7       | 2 (1+0+1+0) | 28.      |
| Megan Imrie                                             | 12,5 km tömegrajtos    | 38:59,0       | 5 (1+0+1+3) | 27.      |
| Megan Imrie                                             | 15 km egyéni indításos | 48:32,7       | 2 (1+0+1+0) | 30.      |
| Zina Kocher                                             | 7,5 km sprint          | 22:25,5       | 1 (1+0)     | 32.      |
| Zina Kocher                                             | 10 km üldözőverseny    | 32:15,1       | 4 (0+2+0+2) | 25.      |
| Zina Kocher                                             | 15 km egyéni indításos | 53:00,7       | 8 (1+4+0+3) | 63.      |
| Megan Heinicke                                          | 7,5 km sprint          | 23:34,5       | 3 (1+2)     | 59.      |
| Megan Heinicke                                          | 10 km üldözőverseny    | nem ért célba | 8 (2+1+3+2) | –        |
| Megan Heinicke                                          | 15 km egyéni indításos | 50:26,8       | 4 (3+0+0+1) | 51.      |
| Rosanna Crawford Megan Imrie Megan Heinicke Zina Kocher | 4 × 6 km váltó         | 1:12:21,5     | 2+12        | 8.       |

Vegyes
| Versenyző                                               | Versenyszám  | Időeredmény | Lövőhiba | Helyezés |
| ------------------------------------------------------- | ------------ | ----------- | -------- | -------- |
| Megan Imrie Rosanna Crawford Brendan Green Scott Perras | Vegyes váltó | 1:13:27,7   | 0+8      | 11.      |

## Bob
Férfi
| Versenyző | Versenyszám | 1. futam | 1. futam | 2. futam | 2. futam | 3. futam | 3. futam | 4. futam | 4. futam | Összesítés | Összesítés |
| Versenyző | Versenyszám | Idő      | Hely.    | Idő      | Hely.    | Idő      | Hely.    | Idő      | Hely.    | Idő        | Helyezés   |
| --- | ----------- | -------- | -------- | -------- | -------- | -------- | -------- | -------- | -------- | ---------- | ---------- |
| Bryan Barnett Justin Kripps* | Kettes      | 56,56    | 6.       | 56,70    | 6.       | 56,42    | 4.       | 56,94    | 14.      | 3:46,62    | 4.         |
| Jesse Lumsden Christopher Spring* | Kettes      | 56,66    | 10.      | 56,77    | 7.       | 56,62    | 8.       | 56,74    | 7.       | 3:46,79    | 5.         |
| Lascelles Brown Lyndon Rush* | Kettes      | 56,61    | 7.       | 56,87    | 9.       | 56,64    | 10.      | 56,76    | 9.       | 3:46,88    | 7.         |
| Bryan Barnett Christopher Spring* James McNaughton Tim Randall                                                                          | Négyes      | 55,50    | 12.      | 55,70    | 18.      | 55,88    | =13.     | 55,76    | 13.      | 3:42,84    | 7.         |
| David Bissett Lascelles Brown Lyndon Rush* Neville Wright                                                                               | Négyes      | 55,35    | 11.      | 55,43    | =7.      | 55,60    | =8.      | 55,38    | 5.       | 3:41,76    | 11.        |
| Justin Kripps* Jesse Lumsden Ben Coakwell (1–2. futam) Cody Sorensen (1–2. futam) Luke Demetre (3–4. futam) Graeme Rinholm (3–4. futam) | Négyes      | 55,17    | 8.       | 59,91    | 30.      | 55,72    | 10.      | kiesett  | kiesett  | 2:50,80    | 27.        |

Női
| Versenyző                          | Versenyszám | 1. futam | 1. futam | 2. futam | 2. futam | 3. futam | 3. futam | 4. futam | 4. futam | Összesítés | Összesítés |
| Versenyző                          | Versenyszám | Idő      | Hely.    | Idő      | Hely.    | Idő      | Hely.    | Idő      | Hely.    | Idő        | Helyezés   |
| ---------------------------------- | ----------- | -------- | -------- | -------- | -------- | -------- | -------- | -------- | -------- | ---------- | ---------- |
| Jennifer Ciochetti* Chelsea Valois | Kettes      | 58,43    | 13.      | 58,63    | 15.      | 58,72    | 12.      | 58,71    | 11.      | 3:54,49    | 13.        |
| Kaillie Humphries* Heather Moyse   | Kettes      | 57,39    | 2.       | 57,73    | 2.       | 57,57    | 1.       | 57,92    | 1.       | 3:50,61    |            |

* – a bob vezetője

## Curling

### Férfi
- Brad Jacobs
- Ryan Fry
- E. J. Harnden
- Ryan Harnden
- Caleb Flaxey

Csoportkör
| Nemzet           | Skip           | Gy | V | P+ | P- | Gy end | V end | Üres endek | Saját rabolt endek | Lökés % |
| ---------------- | -------------- | -- | - | -- | -- | ------ | ----- | ---------- | ------------------ | ------- |
| Svédország       | Niklas Edin    | 8  | 1 | 60 | 44 | 38     | 30    | 18         | 8                  | 86%     |
| Kanada           | Brad Jacobs    | 7  | 2 | 69 | 53 | 39     | 36    | 14         | 7                  | 84%     |
| Kína             | Liu Rui        | 7  | 2 | 67 | 50 | 41     | 37    | 10         | 5                  | 85%     |
| Nagy-Britannia   | David Murdoch  | 5  | 4 | 51 | 49 | 37     | 35    | 15         | 7                  | 83%     |
| Norvégia         | Thomas Ulsrud  | 5  | 4 | 52 | 56 | 36     | 34    | 18         | 5                  | 86%     |
| Dánia            | Rasmus Stjerne | 4  | 5 | 54 | 61 | 32     | 37    | 16         | 4                  | 81%     |
| Oroszország      | Andrej Drozdov | 3  | 6 | 58 | 70 | 36     | 38    | 13         | 6                  | 77%     |
| Svájc            | Sven Michel    | 3  | 6 | 47 | 46 | 31     | 34    | 22         | 7                  | 82%     |
| Egyesült Államok | John Shuster   | 2  | 7 | 47 | 58 | 30     | 39    | 14         | 7                  | 79%     |
| Németország      | John Jahr      | 1  | 8 | 53 | 74 | 38     | 39    | 10         | 8                  | 75%     |

- Nagy-Britannia és Norvégia azonos győzelem-vereség aránnyal állt 9 mérkőzés után, emiatt a továbbjutásról közöttük egy újabb mérkőzés döntött, amelyet Nagy-Britannia nyert meg.

- február 10., 9:00 (6:00)

| Sheet D            | 1 | 2 | 3 | 4 | 5 | 6 | 7 | 8 | 9 | 10 | VE |
| Németország (Jahr) | 0 | 2 | 2 | 0 | 0 | 1 | 0 | 1 | 2 | 0  | 8  |
| Kanada (Jacobs)    | 2 | 0 | 0 | 3 | 2 | 0 | 2 | 0 | 0 | 2  | 11 |

- február 10., 19:00 (16:00)

| Sheet C         | 1 | 2 | 3 | 4 | 5 | 6 | 7 | 8 | 9 | 10 | VE |
| Kanada (Jacobs) | 0 | 0 | 0 | 0 | 0 | 2 | 0 | 1 | 0 | 1  | 4  |
| Svájc (Michel)  | 0 | 0 | 0 | 0 | 3 | 0 | 1 | 0 | 1 | 0  | 5  |

- február 11., 14:00 (11:00)

| Sheet A           | 1 | 2 | 3 | 4 | 5 | 6 | 7 | 8 | 9 | 10 | VE |
| Kanada (Jacobs)   | 0 | 0 | 0 | 2 | 0 | 2 | 0 | 0 | 2 | 0  | 6  |
| Svédország (Edin) | 0 | 2 | 0 | 0 | 2 | 0 | 2 | 0 | 0 | 1  | 7  |

- február 12., 19:00 (16:00)

| Sheet C               | 1 | 2 | 3 | 4 | 5 | 6 | 7 | 8 | 9 | 10 | VE |
| Oroszország (Drozdov) | 0 | 1 | 0 | 1 | 0 | 0 | 0 | 2 | 0 | X  | 4  |
| Kanada (Jacobs)       | 2 | 0 | 0 | 0 | 4 | 0 | 0 | 0 | 1 | X  | 7  |

- február 13., 14:00 (11:00)

| Sheet B         | 1 | 2 | 3 | 4 | 5 | 6 | 7 | 8 | 9 | 10 | VE |
| Kanada (Jacobs) | 0 | 1 | 0 | 2 | 0 | 2 | 0 | 1 | 0 | 1  | 7  |
| Dánia (Stjerne) | 1 | 0 | 1 | 0 | 1 | 0 | 1 | 0 | 2 | 0  | 6  |

- február 14., 9:00 (6:00)

| Sheet D           | 1 | 2 | 3 | 4 | 5 | 6 | 7 | 8 | 9 | 10 | VE |
| Kanada (Jacobs)   | 0 | 1 | 0 | 2 | 0 | 0 | 4 | 0 | 3 | X  | 10 |
| Norvégia (Ulsrud) | 1 | 0 | 1 | 0 | 0 | 1 | 0 | 1 | 0 | X  | 4  |

- február 15., 14:00 (11:00)

| Sheet C                  | 1 | 2 | 3 | 4 | 5 | 6 | 7 | 8 | 9 | 10 | VE |
| Kanada (Jacobs)          | 1 | 0 | 0 | 3 | 0 | 0 | 1 | 0 | 1 | 1  | 7  |
| Nagy-Britannia (Murdoch) | 0 | 1 | 1 | 0 | 2 | 0 | 0 | 1 | 0 | 0  | 5  |

- február 16., 9:00 (6:00)

| Sheet A                    | 1 | 2 | 3 | 4 | 5 | 6 | 7 | 8 | 9 | 10 | VE |
| Egyesült Államok (Shuster) | 0 | 0 | 2 | 2 | 0 | 1 | 0 | 1 | 0 | 0  | 6  |
| Kanada (Jacobs)            | 2 | 1 | 0 | 0 | 2 | 0 | 0 | 0 | 2 | 1  | 8  |

- február 16., 19:00 (16:00)

| Sheet B         | 1 | 2 | 3 | 4 | 5 | 6 | 7 | 8 | 9 | 10 | 11 | VE |
| Kína (Liu)      | 0 | 0 | 2 | 0 | 3 | 1 | 0 | 0 | 0 | 2  | 0  | 8  |
| Kanada (Jacobs) | 0 | 2 | 0 | 1 | 0 | 0 | 2 | 1 | 2 | 0  | 1  | 9  |

Elődöntő
- február 19., 19:00 (16:00)

| Csapat          | 1 | 2 | 3 | 4 | 5 | 6 | 7 | 8 | 9 | 10 | VE |
| Kanada (Jacobs) | 1 | 0 | 2 | 0 | 1 | 0 | 3 | 0 | 3 | X  | 10 |
| Kína (Liu)      | 0 | 1 | 0 | 1 | 0 | 2 | 0 | 2 | 0 | X  | 6  |

Döntő
- február 21., 17:30 (14:30)

| Csapat                   | 1 | 2 | 3 | 4 | 5 | 6 | 7 | 8 | 9 | 10 | VE |
| Nagy-Britannia (Murdoch) | 0 | 1 | 0 | 0 | 1 | 0 | 1 | 0 | X | X  | 3  |
| Kanada (Jacobs)          | 2 | 0 | 3 | 1 | 0 | 2 | 0 | 1 | X | X  | 9  |

| Csapat | Helyezés |
| ------ | -------- |
| Kanada |          |

### Női
- Jennifer Jones
- Kaitlyn Lawes
- Jill Officer
- Dawn McEwen
- Kirsten Wall

Csoportkör
| Nemzet           | Skip                   | Gy | V | P+ | P- | Gy end | V end | Üres endek | Saját rabolt endek | Lökés % |
| ---------------- | ---------------------- | -- | - | -- | -- | ------ | ----- | ---------- | ------------------ | ------- |
| Kanada           | Jennifer Jones         | 9  | 0 | 72 | 40 | 43     | 27    | 12         | 14                 | 86%     |
| Svédország       | Margaretha Sigfridsson | 7  | 2 | 58 | 52 | 37     | 35    | 13         | 7                  | 80%     |
| Svájc            | Mirjam Ott             | 5  | 4 | 63 | 60 | 37     | 38    | 13         | 7                  | 78%     |
| Nagy-Britannia   | Eve Muirhead           | 5  | 4 | 74 | 58 | 39     | 35    | 9          | 11                 | 80%     |
| Japán            | Ogaszavara Ajumi       | 4  | 5 | 59 | 67 | 39     | 41    | 4          | 10                 | 76%     |
| Dánia            | Lene Nielsen           | 4  | 5 | 57 | 56 | 34     | 40    | 12         | 9                  | 78%     |
| Kína             | Vang Ping-jü           | 4  | 5 | 58 | 62 | 36     | 38    | 10         | 4                  | 81%     |
| Dél-Korea        | Kim Ji-sun             | 3  | 6 | 60 | 65 | 35     | 37    | 10         | 6                  | 79%     |
| Oroszország      | Anna Szidorova         | 3  | 6 | 48 | 56 | 33     | 35    | 19         | 6                  | 82%     |
| Egyesült Államok | Erika Brown            | 1  | 8 | 42 | 75 | 33     | 40    | 8          | 5                  | 76%     |

- február 10., 14:00 (11:00)

| Sheet A        | 1 | 2 | 3 | 4 | 5 | 6 | 7 | 8 | 9 | 10 | VE |
| Kína (Wang)    | 0 | 0 | 0 | 1 | 0 | 1 | 0 | X | X | X  | 2  |
| Kanada (Jones) | 0 | 2 | 1 | 0 | 3 | 0 | 3 | X | X | X  | 9  |

- február 11., 9:00 (6:00)

| Sheet B                  | 1 | 2 | 3 | 4 | 5 | 6 | 7 | 8 | 9 | 10 | VE |
| Svédország (Sigfridsson) | 0 | 0 | 1 | 0 | 1 | 0 | 1 | 0 | X | X  | 3  |
| Kanada (Jones)           | 0 | 2 | 0 | 2 | 0 | 2 | 0 | 3 | X | X  | 9  |

- február 12., 14:00 (11:00)

| Sheet D                   | 1 | 2 | 3 | 4 | 5 | 6 | 7 | 8 | 9 | 10 | VE |
| Kanada (Jones)            | 1 | 0 | 2 | 0 | 3 | 0 | 1 | 0 | 1 | 1  | 9  |
| Nagy-Britannia (Muirhead) | 0 | 1 | 0 | 2 | 0 | 2 | 0 | 1 | 0 | 0  | 6  |

- február 13., 9:00 (6:00)

| Sheet B         | 1 | 2 | 3 | 4 | 5 | 6 | 7 | 8 | 9 | 10 | VE |
| Kanada (Jones)  | 1 | 0 | 2 | 1 | 0 | 0 | 1 | 0 | 3 | X  | 8  |
| Dánia (Nielsen) | 0 | 3 | 0 | 0 | 0 | 0 | 0 | 2 | 0 | X  | 5  |

- február 13., 19:00 (16:00)

| Sheet C        | 1 | 2 | 3 | 4 | 5 | 6 | 7 | 8 | 9 | 10 | VE |
| Svájc (Ott)    | 0 | 0 | 0 | 2 | 0 | 0 | 1 | 2 | 0 | X  | 5  |
| Kanada (Jones) | 0 | 1 | 1 | 0 | 2 | 1 | 0 | 0 | 3 | X  | 8  |

- február 15., 9:00 (6:00)

| Sheet A            | 1 | 2 | 3 | 4 | 5 | 6 | 7 | 8 | 9 | 10 | VE |
| Kanada (Jones)     | 2 | 0 | 2 | 0 | 0 | 0 | 2 | 1 | 0 | 1  | 8  |
| Japán (Ogaszavara) | 0 | 2 | 0 | 2 | 1 | 0 | 0 | 0 | 1 | 0  | 6  |

- február 15., 19:00 (16:00)

| Sheet B                 | 1 | 2 | 3 | 4 | 5 | 6 | 7 | 8 | 9 | 10 | VE |
| Kanada (Jones)          | 0 | 0 | 3 | 0 | 2 | 0 | 0 | 0 | 0 | X  | 5  |
| Oroszország (Szidorova) | 0 | 1 | 0 | 1 | 0 | 0 | 0 | 0 | 1 | X  | 3  |

- február 16., 14:00 (11:00)

| Sheet D                  | 1 | 2 | 3 | 4 | 5 | 6 | 7 | 8 | 9 | 10 | 11 | VE |
| Egyesült Államok (Brown) | 0 | 0 | 3 | 0 | 1 | 0 | 0 | 1 | 0 | 1  | 0  | 6  |
| Kanada (Jones)           | 2 | 1 | 0 | 1 | 0 | 1 | 1 | 0 | 0 | 0  | 1  | 7  |

- február 17., 19:00 (16:00)

| Sheet C         | 1 | 2 | 3 | 4 | 5 | 6 | 7 | 8 | 9 | 10 | VE |
| Kanada (Jones)  | 0 | 1 | 0 | 2 | 1 | 0 | 1 | 2 | 2 | X  | 9  |
| Dél-Korea (Kim) | 2 | 0 | 2 | 0 | 0 | 0 | 0 | 0 | 0 | X  | 4  |

Elődöntő
- február 19., 14:00 (11:00)

| Csapat                    | 1 | 2 | 3 | 4 | 5 | 6 | 7 | 8 | 9 | 10 | VE |
| Kanada (Jones)            | 2 | 1 | 0 | 1 | 0 | 1 | 0 | 0 | 0 | 1  | 6  |
| Nagy-Britannia (Muirhead) | 0 | 0 | 2 | 0 | 1 | 0 | 0 | 0 | 1 | 0  | 4  |

Döntő
- február 20., 17:30 (14:30)

| Csapat                   | 1 | 2 | 3 | 4 | 5 | 6 | 7 | 8 | 9 | 10 | VE |
| Kanada (Jones)           | 1 | 0 | 0 | 2 | 0 | 0 | 0 | 1 | 2 | X  | 6  |
| Svédország (Sigfridsson) | 0 | 1 | 0 | 0 | 2 | 0 | 0 | 0 | 0 | X  | 3  |

| Csapat | Helyezés |
| ------ | -------- |
| Kanada |          |

## Gyorskorcsolya
Férfi
| Versenyző         | Versenyszám | 1. futam | 1. futam | 2. futam | 2. futam | Eredmény | Helyezés |
| Versenyző         | Versenyszám | Idő      | Hely.    | Idő      | Hely.    | Eredmény | Helyezés |
| ----------------- | ----------- | -------- | -------- | -------- | -------- | -------- | -------- |
| William Dutton    | 500 m       | 35,27    | 18.      | 35,17    | 11.      | 70,44    | 14.      |
| William Dutton    | 1000 m      |          |          |          |          | 1:10,61  | 26.      |
| Muncef Ouardi     | 1000 m      |          |          |          |          | 1:11,07  | 32.      |
| Muncef Ouardi     | 500 m       | 35,39    | 23.      | 35,60    | 29.      | 70,99    | 25.      |
| Jamie Gregg       | 500 m       | 35,17    | 13.      | 35,10    | 8.       | 70,27    | 11.      |
| Gilmore Junio     | 500 m       | 35,15    | 11.      | 35,09    | 7.       | 70,25    | 10.      |
| Vincent De Haître | 1000 m      |          |          |          |          | 1:10,040 | 20.      |
| Vincent De Haître | 1500 m      |          |          |          |          | 1:49,42  | 33.      |
| Denny Morrison    | 1000 m      |          |          |          |          | 1:08,43  |          |
| Denny Morrison    | 1500 m      |          |          |          |          | 1:45,22  |          |
| Lucas Makowsky    | 1500 m      |          |          |          |          | 1:48,51  | 28.      |
| Mathieu Giroux    | 1500 m      |          |          |          |          | 1:47,65  | 19.      |
| Mathieu Giroux    | 5000 m      |          |          |          |          | 6:35,77  | 22.      |

Női
| Versenyző                  | Versenyszám | 1. futam | 1. futam | 2. futam | 2. futam | Eredmény | Helyezés |
| Versenyző                  | Versenyszám | Idő      | Hely.    | Idő      | Hely.    | Eredmény | Helyezés |
| -------------------------- | ----------- | -------- | -------- | -------- | -------- | -------- | -------- |
| Marsha Hudey               | 500 m       | 39,59    | 32.      | 39,63    | 33.      | 79,22    | 32.      |
| Danielle Wotherspoon-Gregg | 500 m       | 39,76    | 33.      | 39,56    | 32.      | 79,32    | 33.      |
| Anastasia Bucsis           | 500 m       | 39,272   | 27.      | 39,25    | 28.      | 78,52    | 28.      |
| Christine Nesbitt          | 500 m       | 38,53    | 11.      | 38,61    | 12.      | 77,15    | 12.      |
| Christine Nesbitt          | 1000 m      |          |          |          |          | 1:15,62  | 9.       |
| Christine Nesbitt          | 1500 m      |          |          |          |          | 1:58,67  | 17.      |
| Kaylin Irvine              | 1000 m      |          |          |          |          | 1:17,24  | 18.      |
| Kali Christ                | 1000 m      |          |          |          |          | 1:17,41  | 21.      |
| Kali Christ                | 1500 m      |          |          |          |          | 1:58,63  | 16.      |
| Brianne Tutt               | 1500 m      |          |          |          |          | 2:03,69  | 35.      |
| Brittany Schussler         | 1000 m      |          |          |          |          | 1:18,53  | 30.      |
| Brittany Schussler         | 1500 m      |          |          |          |          | 2:00,65  | 26.      |
| Brittany Schussler         | 3000 m      |          |          |          |          | 4:14,65  | 19.      |
| Ivanie Blondin             | 3000 m      |          |          |          |          | 4:18,69  | 24.      |
| Ivanie Blondin             | 5000 m      |          |          |          |          | 7:20,10  | 14.      |

Csapatverseny
| Versenyző                                                       | Versenyszám | Negyeddöntő                                                                    | Negyeddöntő | Elődöntő                                                                   | Elődöntő  | Döntő | Döntő                                                                                     | Döntő     | Helyezés |
| Versenyző                                                       | Versenyszám | Ellenfél Idő                                                                   | Saját idő   | Ellenfél Idő                                                               | Saját idő | Típus | Ellenfél Idő                                                                              | Saját idő | Helyezés |
| --------------------------------------------------------------- | ----------- | ------------------------------------------------------------------------------ | ----------- | -------------------------------------------------------------------------- | --------- | ----- | ----------------------------------------------------------------------------------------- | --------- | -------- |
| Mathieu Giroux Lucas Makowsky Denny Morrison                    | Férfi       | Egyesült Államok (USA) · Shani Davis · Brian Hansen · Jonathan Kuck · 3:46,82  | 3:43,30     | Dél-Korea (KOR) · Joo Hyong-jun · Cheol Min Kim · Lee Seung-hoon · 3:42,32 | 3:45,28   | B     | Lengyelország (POL) · Zbigniew Bródka · Konrad Niedźwiedzki · Jan Szymański · 3:41,94     | 3:44,27   | 4.       |
| Ivanie Blondin Kali Christ Christine Nesbitt Brittany Schussler | Női         | Oroszország (RUS) · Olga Graf · Jekatyerina Sihova · Julija Szkokova · 3:01,53 | 3:02,06     |                                                                            |           | C     | Egyesült Államok (USA) · Brittany Bowe · Heather Richardson · Jilleanne Rookard · 3:03,77 | 3:02,04   | 5.       |

## Jégkorong

### Férfi
| Kanadai nemzeti férfi jégkorongcsapat-játékoskeret | Kanadai nemzeti férfi jégkorongcsapat-játékoskeret | Kanadai nemzeti férfi jégkorongcsapat-játékoskeret | Kanadai nemzeti férfi jégkorongcsapat-játékoskeret | Kanadai nemzeti férfi jégkorongcsapat-játékoskeret | Kanadai nemzeti férfi jégkorongcsapat-játékoskeret | Kanadai nemzeti férfi jégkorongcsapat-játékoskeret |
| #                                                  | Név                                                | Poszt                                              | Magasság                                           | Súly                                               | Kor                                                | Klub                                               |
| -------------------------------------------------- | -------------------------------------------------- | -------------------------------------------------- | -------------------------------------------------- | -------------------------------------------------- | -------------------------------------------------- | -------------------------------------------------- |
| 1                                                  | Roberto Luongo                                     | K                                                  | 191 cm                                             | 93 kg                                              | 1979. április 4. (34 évesen)                       | Vancouver Canucks                                  |
| 31                                                 | Carey Price                                        | K                                                  | 190 cm                                             | 99 kg                                              | 1987. augusztus 16. (26 évesen)                    | Montréal Canadiens                                 |
| 41                                                 | Mike Smith                                         | K                                                  | 193 cm                                             | 98 kg                                              | 1982. március 22. (31 évesen)                      | Phoenix Coyotes                                    |
| 19                                                 | Jay Bouwmeester                                    | V                                                  | 193 cm                                             | 96 kg                                              | 1983. szeptember 27. (30 évesen)                   | St. Louis Blues                                    |
| 8                                                  | Drew Doughty                                       | V                                                  | 185 cm                                             | 94 kg                                              | 1989. december 8. (24 évesen)                      | Los Angeles Kings                                  |
| 5                                                  | Dan Hamhuis                                        | V                                                  | 185 cm                                             | 92 kg                                              | 1982. december 13. (31 évesen)                     | Vancouver Canucks                                  |
| 2                                                  | Duncan Keith                                       | V                                                  | 185 cm                                             | 89 kg                                              | 1983. július 16. (30 évesen)                       | Chicago Blackhawks                                 |
| 27                                                 | Alex Pietrangelo                                   | V                                                  | 193 cm                                             | 93 kg                                              | 1990. január 18. (24 évesen)                       | St. Louis Blues                                    |
| 76                                                 | Pernell Karl Subban                                | V                                                  | 183 cm                                             | 98 kg                                              | 1989. május 13. (24 évesen)                        | Montréal Canadiens                                 |
| 44                                                 | Marc-Édouard Vlasic                                | V                                                  | 185 cm                                             | 90 kg                                              | 1987. március 30. (26 évesen)                      | San Jose Sharks                                    |
| 6                                                  | Shea Weber A                                       | V                                                  | 193 cm                                             | 104 kg                                             | 1985. augusztus 14. (28 évesen)                    | Nashville Predators                                |
| 22                                                 | Jamie Benn                                         | T                                                  | 188 cm                                             | 91 kg                                              | 1989. július 18. (24 évesen)                       | Dallas Stars                                       |
| 37                                                 | Patrice Bergeron                                   | T                                                  | 188 cm                                             | 86 kg                                              | 1985. július 24. (28 évesen)                       | Boston Bruins                                      |
| 77                                                 | Jeff Carter                                        | T                                                  | 193 cm                                             | 95 kg                                              | 1985. január 1. (29 évesen)                        | Los Angeles Kings                                  |
| 87                                                 | Sidney Crosby C                                    | T                                                  | 180 cm                                             | 90 kg                                              | 1987. augusztus 7. (26 évesen)                     | Pittsburgh Penguins                                |
| 9                                                  | Matt Duchene                                       | T                                                  | 180 cm                                             | 91 kg                                              | 1991. január 16. (23 évesen)                       | Colorado Avalanche                                 |
| 15                                                 | Ryan Getzlaf                                       | T                                                  | 193 cm                                             | 100 kg                                             | 1985. május 10. (28 évesen)                        | Anaheim Ducks                                      |
| 14                                                 | Chris Kunitz                                       | T                                                  | 183 cm                                             | 90 kg                                              | 1979. szeptember 23. (34 évesen)                   | Pittsburgh Penguins                                |
| 12                                                 | Patrick Marleau                                    | T                                                  | 188 cm                                             | 98 kg                                              | 1979. szeptember 15. (34 évesen)                   | San Jose Sharks                                    |
| 61                                                 | Rick Nash                                          | T                                                  | 193 cm                                             | 100 kg                                             | 1984. június 16. (29 évesen)                       | New York Rangers                                   |
| 24                                                 | Corey Perry                                        | T                                                  | 191 cm                                             | 95 kg                                              | 1985. május 16. (28 évesen)                        | Anaheim Ducks                                      |
| 10                                                 | Patrick Sharp                                      | T                                                  | 185 cm                                             | 89 kg                                              | 1981. december 27. (32 évesen)                     | Chicago Blackhawks                                 |
| 26                                                 | Martin St-Louis                                    | T                                                  | 173 cm                                             | 80 kg                                              | 1975. június 18. (38 évesen)                       | Tampa Bay Lightning                                |
| 20                                                 | John Tavares                                       | T                                                  | 183 cm                                             | 91 kg                                              | 1990. szeptember 20. (23 évesen)                   | New York Islanders                                 |
| 16                                                 | Jonathan Toews A                                   | T                                                  | 188 cm                                             | 94 kg                                              | 1988. április 29. (25 évesen)                      | Chicago Blackhawks                                 |
| Vezetőedző: Mike Babcock                           | Vezetőedző: Mike Babcock                           | Vezetőedző: Mike Babcock                           | Vezetőedző: Mike Babcock                           | Vezetőedző: Mike Babcock                           | 1963. április 29. (50 évesen)                      | 1963. április 29. (50 évesen)                      |

- Posztok rövidítései: K – Kapus, V – Védő, T – Támadó
- Kor: 2014. február 13-i kora

Csoportkör
B csoport
| Hely. | Csapat           | M | Gy | HGy | HV | V | G+ | G– | Gk | P | Továbbjutás |
| ----- | ---------------- | - | -- | --- | -- | - | -- | -- | -- | - | ----------- |
| 1.    | Kanada (CAN)     | 3 | 2  | 1   | 0  | 0 | 11 | 2  | +9 | 8 | Negyeddöntő |
| 2.    | Finnország (FIN) | 3 | 2  | 0   | 1  | 0 | 15 | 7  | +8 | 7 | Negyeddöntő |
| 3.    | Ausztria (AUT)   | 3 | 1  | 0   | 0  | 2 | 7  | 15 | −8 | 3 | Rájátszás   |
| 4.    | Norvégia (NOR)   | 3 | 0  | 0   | 0  | 3 | 3  | 12 | −9 | 0 | Rájátszás   |

| 2014. február 13. 21:00 (18:00) | Kanada (CAN) | 3–1 (0–0, 2–0, 1–1) | Norvégia (NOR) | Bolsoj Jégcsarnok, Szocsi Nézőszám: 10 261 |

| Jegyzőkönyv | Jegyzőkönyv | Jegyzőkönyv                          | Jegyzőkönyv | Jegyzőkönyv                                                                         |
| --- | ----------- | ------------------------------------ | ----------- | ----------------------------------------------------------------------------------- |
| | Carey Price | Kapusok                              | Lars Haugen | Játékvezetők: Mike Leggo Marcus Vinnerborg Vonalbírók: Andy McElman Chris Woodworth |
| \| S. Weber (D. Keith, P. Bergeron) (EA) – 26:20 \| 1–0 \| \| \| J. Benn (P. Bergeron, D. Doughty) – 35:19 \| 2–0 \| \| \| \| 2–1 \| 40:22 – P. Thoresen (M. Olimb) (PP1) \| \| D. Doughty (R. Getzlaf, P. Marleau) – 41:47 \| 3–1 \| \| |             |                                      |             | Játékvezetők: Mike Leggo Marcus Vinnerborg Vonalbírók: Andy McElman Chris Woodworth |
| 8 perc | Büntetések  | 6 perc                               |             | Játékvezetők: Mike Leggo Marcus Vinnerborg Vonalbírók: Andy McElman Chris Woodworth |
| 38 | Lövések     | 20                                   |             | Játékvezetők: Mike Leggo Marcus Vinnerborg Vonalbírók: Andy McElman Chris Woodworth |
| S. Weber (D. Keith, P. Bergeron) (EA) – 26:20 | 1–0         |                                      |             | Játékvezetők: Mike Leggo Marcus Vinnerborg Vonalbírók: Andy McElman Chris Woodworth |
| J. Benn (P. Bergeron, D. Doughty) – 35:19 | 2–0         |                                      |             | Játékvezetők: Mike Leggo Marcus Vinnerborg Vonalbírók: Andy McElman Chris Woodworth |
| | 2–1         | 40:22 – P. Thoresen (M. Olimb) (PP1) |             | Játékvezetők: Mike Leggo Marcus Vinnerborg Vonalbírók: Andy McElman Chris Woodworth |
| D. Doughty (R. Getzlaf, P. Marleau) – 41:47 | 3–1         |                                      |             |                                                                                     |

| 2014. február 14. 21:00 (18:00) | Kanada (CAN) | 6–0 (2–0, 4–0, 0–0) | Ausztria (AUT) | Bolsoj Jégcsarnok, Szocsi Nézőszám: 8969 |

| Jegyzőkönyv | Jegyzőkönyv    | Jegyzőkönyv | Jegyzőkönyv                      | Jegyzőkönyv                                                                                |
| --- | -------------- | ----------- | -------------------------------- | ------------------------------------------------------------------------------------------ |
| | Roberto Luongo | Kapusok     | Bernhard Starkbaum Mathias Lange | Játékvezetők: Dave Jackson Konsztantyin Olenyin Vonalbírók: Lonnie Cameron Miroslav Valach |
| \| D. Doughty (J. Toews) – 05:24 \| 1–0 \| \| \| S. Weber (C. Perry, R. Getzlaf) – 10:12 \| 2–0 \| \| \| J. Carter (P. Marleau, S. Crosby) – 22:39 \| 3–0 \| \| \| J. Carter (P. Marleau, A. Pietrangelo) – 24:09 \| 4–0 \| \| \| J. Carter (J. Toews, S. Weber) – 34:33 \| 5–0 \| \| \| R. Getzlaf (SH) – 36:48 \| 6–0 \| \| |                |             |                                  | Játékvezetők: Dave Jackson Konsztantyin Olenyin Vonalbírók: Lonnie Cameron Miroslav Valach |
| 8 perc | Büntetések     | 2 perc      |                                  | Játékvezetők: Dave Jackson Konsztantyin Olenyin Vonalbírók: Lonnie Cameron Miroslav Valach |
| 46 | Lövések        | 23          |                                  | Játékvezetők: Dave Jackson Konsztantyin Olenyin Vonalbírók: Lonnie Cameron Miroslav Valach |
| D. Doughty (J. Toews) – 05:24 | 1–0            |             |                                  | Játékvezetők: Dave Jackson Konsztantyin Olenyin Vonalbírók: Lonnie Cameron Miroslav Valach |
| S. Weber (C. Perry, R. Getzlaf) – 10:12 | 2–0            |             |                                  | Játékvezetők: Dave Jackson Konsztantyin Olenyin Vonalbírók: Lonnie Cameron Miroslav Valach |
| J. Carter (P. Marleau, S. Crosby) – 22:39 | 3–0            |             |                                  | Játékvezetők: Dave Jackson Konsztantyin Olenyin Vonalbírók: Lonnie Cameron Miroslav Valach |
| J. Carter (P. Marleau, A. Pietrangelo) – 24:09 | 4–0            |             |                                  |                                                                                            |
| J. Carter (J. Toews, S. Weber) – 34:33 | 5–0            |             |                                  |                                                                                            |
| R. Getzlaf (SH) – 36:48 | 6–0            |             |                                  |                                                                                            |

| 2014. február 16. 21:00 (18:00) | Finnország (FIN) | 1–2 (h.u.) (0–1, 1–0, 0–0) (h.u.: 0–1) | Kanada (CAN) | Bolsoj Jégcsarnok, Szocsi Nézőszám: 11 263 |

| Jegyzőkönyv | Jegyzőkönyv | Jegyzőkönyv                                   | Jegyzőkönyv | Jegyzőkönyv                                                                         |
| --- | ----------- | --------------------------------------------- | ----------- | ----------------------------------------------------------------------------------- |
| | Tuukka Rask | Kapusok                                       | Carey Price | Játékvezetők: Antonín Jeřábek Kevin Pollock Vonalbírók: Ivan Gyedovla Brad Kovachik |
| \| \| 0–1 \| 13:44 – D. Doughty (S. Weber, S. Crosby) (PP) \| \| T. Ruutu (J. Jokinen, O. Väänänen) – 38:00 \| 1–1 \| \| \| \| 1–2 \| 62:32 – D. Doughty (J. Carter) \| |             |                                               |             | Játékvezetők: Antonín Jeřábek Kevin Pollock Vonalbírók: Ivan Gyedovla Brad Kovachik |
| 2 perc | Büntetések  | 2 perc                                        |             | Játékvezetők: Antonín Jeřábek Kevin Pollock Vonalbírók: Ivan Gyedovla Brad Kovachik |
| 15 | Lövések     | 27                                            |             | Játékvezetők: Antonín Jeřábek Kevin Pollock Vonalbírók: Ivan Gyedovla Brad Kovachik |
| | 0–1         | 13:44 – D. Doughty (S. Weber, S. Crosby) (PP) |             | Játékvezetők: Antonín Jeřábek Kevin Pollock Vonalbírók: Ivan Gyedovla Brad Kovachik |
| T. Ruutu (J. Jokinen, O. Väänänen) – 38:00 | 1–1         |                                               |             | Játékvezetők: Antonín Jeřábek Kevin Pollock Vonalbírók: Ivan Gyedovla Brad Kovachik |
| | 1–2         | 62:32 – D. Doughty (J. Carter)                |             | Játékvezetők: Antonín Jeřábek Kevin Pollock Vonalbírók: Ivan Gyedovla Brad Kovachik |

Negyeddöntő
| 2014. február 19. 21:00 (18:00) | Kanada (CAN) | 2–1 (1–1, 0–0, 1–0) | Lettország (LAT) | Bolsoj Jégcsarnok, Szocsi Nézőszám: 9825 |

| Jegyzőkönyv | Jegyzőkönyv | Jegyzőkönyv                               | Jegyzőkönyv         | Jegyzőkönyv                                                                |
| --- | ----------- | ----------------------------------------- | ------------------- | -------------------------------------------------------------------------- |
| | Carey Price | Kapusok                                   | Kristers Gudļevskis | Játékvezetők: Tim Peel Jyri Rönn Vonalbírók: Brad Kovachik Sakari Suominen |
| \| P. Sharp (R. Nash) – 13:37 \| 1–0 \| \| \| \| 1–1 \| 15:41 – L. Dārziņš (A. Kulda, J. Sprukts) \| \| S. Weber (D. Doughty, J. Toews) (PP1) – 53:06 \| 2–1 \| \| |             |                                           |                     | Játékvezetők: Tim Peel Jyri Rönn Vonalbírók: Brad Kovachik Sakari Suominen |
| 6 perc | Büntetések  | 6 perc                                    |                     | Játékvezetők: Tim Peel Jyri Rönn Vonalbírók: Brad Kovachik Sakari Suominen |
| 57 | Lövések     | 16                                        |                     | Játékvezetők: Tim Peel Jyri Rönn Vonalbírók: Brad Kovachik Sakari Suominen |
| P. Sharp (R. Nash) – 13:37 | 1–0         |                                           |                     | Játékvezetők: Tim Peel Jyri Rönn Vonalbírók: Brad Kovachik Sakari Suominen |
| | 1–1         | 15:41 – L. Dārziņš (A. Kulda, J. Sprukts) |                     | Játékvezetők: Tim Peel Jyri Rönn Vonalbírók: Brad Kovachik Sakari Suominen |
| S. Weber (D. Doughty, J. Toews) (PP1) – 53:06 | 2–1         |                                           |                     | Játékvezetők: Tim Peel Jyri Rönn Vonalbírók: Brad Kovachik Sakari Suominen |

Elődöntő
| 2014. február 21. 21:00 (18:00) | Egyesült Államok (USA) | 0–1 (0–0, 0–1, 0–0) | Kanada (CAN) | Bolsoj Jégcsarnok, Szocsi Nézőszám: 11 172 |

| Jegyzőkönyv                                      | Jegyzőkönyv    | Jegyzőkönyv                      | Jegyzőkönyv | Jegyzőkönyv                                                                       |
| ------------------------------------------------ | -------------- | -------------------------------- | ----------- | --------------------------------------------------------------------------------- |
|                                                  | Jonathan Quick | Kapusok                          | Carey Price | Játékvezetők: Brad Meier Kelly Sutherland Vonalbírók: Ivan Gyedovla Greg Devorski |
| \| \| 0–1 \| 21:41 – J. Benn (J. Bouwmeester) \| |                |                                  |             | Játékvezetők: Brad Meier Kelly Sutherland Vonalbírók: Ivan Gyedovla Greg Devorski |
| 4 perc                                           | Büntetések     | 6 perc                           |             | Játékvezetők: Brad Meier Kelly Sutherland Vonalbírók: Ivan Gyedovla Greg Devorski |
| 31                                               | Lövések        | 37                               |             | Játékvezetők: Brad Meier Kelly Sutherland Vonalbírók: Ivan Gyedovla Greg Devorski |
|                                                  | 0–1            | 21:41 – J. Benn (J. Bouwmeester) |             | Játékvezetők: Brad Meier Kelly Sutherland Vonalbírók: Ivan Gyedovla Greg Devorski |

Döntő
| 2014. február 23. 16:00 (13:00) | Svédország (SWE) | 0–3 (0–1, 0–1, 0–1) | Kanada (CAN) | Bolsoj Jégcsarnok, Szocsi Nézőszám: 11 076 |

| Jegyzőkönyv | Jegyzőkönyv      | Jegyzőkönyv                           | Jegyzőkönyv | Jegyzőkönyv                                                                     |
| --- | ---------------- | ------------------------------------- | ----------- | ------------------------------------------------------------------------------- |
| | Henrik Lundqvist | Kapusok                               | Carey Price | Játékvezetők: Brad Meier Kelly Sutherland Vonalbírók: Derek Amell Greg Devorski |
| \| \| 0–1 \| 12:55 – J. Toews (J.Carter, S. Weber) \| \| \| 0–2 \| 35:43 – S. Crosby \| \| \| 0–3 \| 49:04 – C. Kunitz \| |                  |                                       |             | Játékvezetők: Brad Meier Kelly Sutherland Vonalbírók: Derek Amell Greg Devorski |
| 6 perc | Büntetések       | 4 perc                                |             | Játékvezetők: Brad Meier Kelly Sutherland Vonalbírók: Derek Amell Greg Devorski |
| 24 | Lövések          | 36                                    |             | Játékvezetők: Brad Meier Kelly Sutherland Vonalbírók: Derek Amell Greg Devorski |
| | 0–1              | 12:55 – J. Toews (J.Carter, S. Weber) |             | Játékvezetők: Brad Meier Kelly Sutherland Vonalbírók: Derek Amell Greg Devorski |
| | 0–2              | 35:43 – S. Crosby                     |             | Játékvezetők: Brad Meier Kelly Sutherland Vonalbírók: Derek Amell Greg Devorski |
| | 0–3              | 49:04 – C. Kunitz                     |             | Játékvezetők: Brad Meier Kelly Sutherland Vonalbírók: Derek Amell Greg Devorski |

| Csapat       | Helyezés |
| ------------ | -------- |
| Kanada (CAN) |          |

### Női
| Kanadai nemzeti női jégkorongcsapat-játékoskeret | Kanadai nemzeti női jégkorongcsapat-játékoskeret | Kanadai nemzeti női jégkorongcsapat-játékoskeret | Kanadai nemzeti női jégkorongcsapat-játékoskeret | Kanadai nemzeti női jégkorongcsapat-játékoskeret | Kanadai nemzeti női jégkorongcsapat-játékoskeret | Kanadai nemzeti női jégkorongcsapat-játékoskeret |
| #                                                | Név                                              | Poszt                                            | Magasság                                         | Súly                                             | Kor                                              | Klub                                             |
| ------------------------------------------------ | ------------------------------------------------ | ------------------------------------------------ | ------------------------------------------------ | ------------------------------------------------ | ------------------------------------------------ | ------------------------------------------------ |
| 1                                                | Shannon Szabados                                 | K                                                | 175 cm                                           | 65kg                                             | 1986. augusztus 6. (27 évesen)                   | Northern Alberta Institute of Technology         |
| 31                                               | Geneviève Lacasse                                | K                                                | 173 cm                                           | 67 kg                                            | 1989. május 5. (24 évesen)                       | Boston Blades                                    |
| 32                                               | Charline Labonté                                 | K                                                | 175 cm                                           | 78 kg                                            | 1982. október 15. (31 évesen)                    | Montreal Stars                                   |
| 3                                                | Jocelyne Larocque                                | V                                                | 170 cm                                           | 63 kg                                            | 1988. május 19. (25 évesen)                      | Calgary Inferno                                  |
| 5                                                | Lauriane Rougeau                                 | V                                                | 173 cm                                           | 75 kg                                            | 1990. április 12. (23 évesen)                    | Cornell Big Red                                  |
| 8                                                | Laura Fortino                                    | V                                                | 164 cm                                           | 62 kg                                            | 1991. január 30. (23 évesen)                     | Cornell Big Red                                  |
| 12                                               | Meaghan Mikkelson                                | V                                                | 175 cm                                           | 88 kg                                            | 1985. január 4. (29 évesen)                      | Calgary Inferno                                  |
| 18                                               | Catherine Ward A                                 | V                                                | 168 cm                                           | 67 kg                                            | 1987. február 27. (26 évesen)                    | Montreal Stars                                   |
| 27                                               | Tara Watchorn                                    | V                                                | 178 cm                                           | 76 kg                                            | 1990. május 30. (23 évesen)                      | Calgary Inferno                                  |
| 2                                                | Meghan Agosta                                    | T                                                | 168 cm                                           | 67 kg                                            | 1987. február 12. (26 évesen)                    | Montreal Stars                                   |
| 6                                                | Rebecca Johnston                                 | T                                                | 170 cm                                           | 76 kg                                            | 1989. szeptember 24. (24 évesen)                 | Toronto Furies                                   |
| 9                                                | Jennifer Wakefield                               | T                                                | 175cm                                            | 77 kg                                            | 1989. június 15. (24 évesen)                     | Toronto Furies                                   |
| 10                                               | Gillian Apps                                     | T                                                | 183 cm                                           | 80 kg                                            | 1983. november 2. (30 évesen)                    | Brampton Thunder                                 |
| 13                                               | Caroline Ouellette C                             | T                                                | 180 cm                                           | 77 kg                                            | 1979. május 25. (34 évesen)                      | Montreal Stars                                   |
| 15                                               | Mélodie Daoust                                   | T                                                | 163 cm                                           | 71 kg                                            | 1992. január 7. (22 évesen)                      | McGill Marlets                                   |
| 16                                               | Jayna Hefford A                                  | T                                                | 163 cm                                           | 63 kg                                            | 1977. május 14. (36 évesen)                      | Brampton Thunder                                 |
| 19                                               | Brianne Jenner                                   | T                                                | 175 cm                                           | 70 kg                                            | 1991. május 4. (22 évesen)                       | Cornell Big Red                                  |
| 21                                               | Haley Irwin                                      | T                                                | 170 cm                                           | 78 kg                                            | 1988. június 6. (25 évesen)                      | Montreal Stars                                   |
| 22                                               | Hayley Wickenheiser A                            | T                                                | 178 cm                                           | 77 kg                                            | 1978. augusztus 12. (35 évesen)                  | Calgary Dinos                                    |
| 24                                               | Natalie Spooner                                  | T                                                | 178 cm                                           | 77 kg                                            | 1990. október 17. (23 évesen)                    | Toronto Furies                                   |
| 29                                               | Marie-Philip Poulin                              | T                                                | 169 cm                                           | 72 kg                                            | 1991. március 28. (22 évesen)                    | Boston University Terriers                       |
| Vezetőedző: Kevin Dineen                         |                                                  |                                                  |                                                  |                                                  |                                                  |                                                  |

- Posztok rövidítései: K – Kapus, V – Védő, T – Támadó
- Kor: 2014. február 8-i kora

Csoportkör
A csoport
| Hely. | Csapat                 | M | Gy | HGy | HV | V | G+ | G– | Gk  | P | Továbbjutás |
| ----- | ---------------------- | - | -- | --- | -- | - | -- | -- | --- | - | ----------- |
| 1.    | Kanada (CAN)           | 3 | 3  | 0   | 0  | 0 | 11 | 2  | +9  | 9 | Elődöntő    |
| 2.    | Egyesült Államok (USA) | 3 | 2  | 0   | 0  | 1 | 14 | 4  | +10 | 6 | Elődöntő    |
| 3.    | Finnország (FIN)       | 3 | 0  | 1   | 0  | 2 | 5  | 9  | −4  | 2 | Negyeddöntő |
| 4.    | Svájc (SUI)            | 3 | 0  | 0   | 1  | 2 | 3  | 18 | −15 | 1 | Negyeddöntő |

| 2014. február 8. 17:00 (14:00) | Kanada (CAN) | 5–0 (2–0, 3–0, 0–0) | Svájc (SUI) | Sajba Aréna, Szocsi Nézőszám: 4386 |

| Jegyzőkönyv | Jegyzőkönyv      | Jegyzőkönyv | Jegyzőkönyv        | Jegyzőkönyv                                                          |
| --- | ---------------- | ----------- | ------------------ | -------------------------------------------------------------------- |
| | Charline Labonté | Kapusok     | Florence Schelling | Játékvezető: Aina Hove Vonalbírók: Alicia Hanrahan Michaela Kúdelová |
| \| J. Larocque (N. Spooner) – 01:25 \| 1–0 \| \| \| T. Watchorn (R. Johnston) – 06:30 \| 2–0 \| \| \| H. Wickenheiser (SH) – 23:54 \| 3–0 \| \| \| M-P. Poulin (J. Hefford, R. Johnston) – 32:28 \| 4–0 \| \| \| R. Johnston (M-P. Poulin) – 36:10 \| 5–0 \| \| |                  |             |                    | Játékvezető: Aina Hove Vonalbírók: Alicia Hanrahan Michaela Kúdelová |
| 2 perc | Büntetések       | 4 perc      |                    | Játékvezető: Aina Hove Vonalbírók: Alicia Hanrahan Michaela Kúdelová |
| 69 | Lövések          | 14          |                    | Játékvezető: Aina Hove Vonalbírók: Alicia Hanrahan Michaela Kúdelová |
| J. Larocque (N. Spooner) – 01:25 | 1–0              |             |                    | Játékvezető: Aina Hove Vonalbírók: Alicia Hanrahan Michaela Kúdelová |
| T. Watchorn (R. Johnston) – 06:30 | 2–0              |             |                    | Játékvezető: Aina Hove Vonalbírók: Alicia Hanrahan Michaela Kúdelová |
| H. Wickenheiser (SH) – 23:54 | 3–0              |             |                    | Játékvezető: Aina Hove Vonalbírók: Alicia Hanrahan Michaela Kúdelová |
| M-P. Poulin (J. Hefford, R. Johnston) – 32:28 | 4–0              |             |                    |                                                                      |
| R. Johnston (M-P. Poulin) – 36:10 | 5–0              |             |                    |                                                                      |

| 2014. február 10. 19:00 (16:00) | Finnország (FIN) | 0–3 (0–0, 0–0, 0–3) | Kanada (CAN) | Sajba Aréna, Szocsi Nézőszám: 4837 |

| Jegyzőkönyv | Jegyzőkönyv | Jegyzőkönyv                                   | Jegyzőkönyv      | Jegyzőkönyv                                                         |
| --- | ----------- | --------------------------------------------- | ---------------- | ------------------------------------------------------------------- |
| | Noora Raty  | Kapusok                                       | Shannon Szabados | Játékvezető: Joy Tottman Vonalbírók: Therese Bjorkman Laura Johnson |
| \| \| 0–1 \| 49:27 – M. Agosta-Marciano (PP) \| \| \| 0–2 \| 52:24 – J. Hefford \| \| \| 0–3 \| 56:36 – R. Johnston (J. Hefford, M-P. Poulin) \| |             |                                               |                  | Játékvezető: Joy Tottman Vonalbírók: Therese Bjorkman Laura Johnson |
| 10 perc | Büntetések  | 12 perc                                       |                  | Játékvezető: Joy Tottman Vonalbírók: Therese Bjorkman Laura Johnson |
| 14 | Lövések     | 42                                            |                  | Játékvezető: Joy Tottman Vonalbírók: Therese Bjorkman Laura Johnson |
| | 0–1         | 49:27 – M. Agosta-Marciano (PP)               |                  | Játékvezető: Joy Tottman Vonalbírók: Therese Bjorkman Laura Johnson |
| | 0–2         | 52:24 – J. Hefford                            |                  | Játékvezető: Joy Tottman Vonalbírók: Therese Bjorkman Laura Johnson |
| | 0–3         | 56:36 – R. Johnston (J. Hefford, M-P. Poulin) |                  | Játékvezető: Joy Tottman Vonalbírók: Therese Bjorkman Laura Johnson |

| 2014. február 12. 16:30 (13:30) | Kanada (CAN) | 3–2 (0–0, 0–1, 3–1) | Egyesült Államok (USA) | Sajba Aréna, Szocsi Nézőszám: 4812 |

| Jegyzőkönyv | Jegyzőkönyv      | Jegyzőkönyv                                        | Jegyzőkönyv    | Jegyzőkönyv                                                         |
| --- | ---------------- | -------------------------------------------------- | -------------- | ------------------------------------------------------------------- |
| | Charline Labonté | Kapusok                                            | Jessica Vetter | Játékvezető: Anna Eskola Vonalbírók: Ilona Novotná Zuzana Svobodová |
| \| \| 0–1 \| 37:34 – H. Knight (A. Carpenter, A. Schleper) (PP) \| \| M. Agosta-Marciano (H. Wickenheiser) (PP) – 42:24 \| 1–1 \| \| \| H. Wickenheiser (N. Spooner, M. Agosta-Marciano) – 43:54 \| 2–1 \| \| \| M. Agosta-Marciano – 54:55 \| 3–1 \| \| \| \| 3–2 \| 58:55 – A. Schleper \| |                  |                                                    |                | Játékvezető: Anna Eskola Vonalbírók: Ilona Novotná Zuzana Svobodová |
| 8 perc | Büntetések       | 10 perc                                            |                | Játékvezető: Anna Eskola Vonalbírók: Ilona Novotná Zuzana Svobodová |
| 31 | Lövések          | 27                                                 |                | Játékvezető: Anna Eskola Vonalbírók: Ilona Novotná Zuzana Svobodová |
| | 0–1              | 37:34 – H. Knight (A. Carpenter, A. Schleper) (PP) |                | Játékvezető: Anna Eskola Vonalbírók: Ilona Novotná Zuzana Svobodová |
| M. Agosta-Marciano (H. Wickenheiser) (PP) – 42:24 | 1–1              |                                                    |                | Játékvezető: Anna Eskola Vonalbírók: Ilona Novotná Zuzana Svobodová |
| H. Wickenheiser (N. Spooner, M. Agosta-Marciano) – 43:54 | 2–1              |                                                    |                | Játékvezető: Anna Eskola Vonalbírók: Ilona Novotná Zuzana Svobodová |
| M. Agosta-Marciano – 54:55 | 3–1              |                                                    |                |                                                                     |
| | 3–2              | 58:55 – A. Schleper                                |                |                                                                     |

Elődöntő
| 2014. február 17. 21:00 (18:00) | Kanada (CAN) | 3–1 (3–0, 0–1, 0–0) | Svájc (SUI) | Sajba Aréna, Szocsi Nézőszám: 3378 |

| Jegyzőkönyv | Jegyzőkönyv      | Jegyzőkönyv                              | Jegyzőkönyv        | Jegyzőkönyv                                                       |
| --- | ---------------- | ---------------------------------------- | ------------------ | ----------------------------------------------------------------- |
| | Shannon Szabados | Kapusok                                  | Florence Schelling | Játékvezető: Erin Blair Vonalbírók: Alicia Hanrahan Ilona Novotná |
| \| N. Spooner (H. Wickenheiser) – 07:29 \| 1–0 \| \| \| N. Spooner (C. Ward, H. Wickenheiser) (PP1) – 11:10 \| 2–0 \| \| \| M. Daoust (J. Wakefield) – 11:33 \| 3–0 \| \| \| \| 3–1 \| 25:14 – J. Lutz (S. Benz, L. Benz) (PP1) \| |                  |                                          |                    | Játékvezető: Erin Blair Vonalbírók: Alicia Hanrahan Ilona Novotná |
| 12 perc | Büntetések       | 10 perc                                  |                    | Játékvezető: Erin Blair Vonalbírók: Alicia Hanrahan Ilona Novotná |
| 48 | Lövések          | 22                                       |                    | Játékvezető: Erin Blair Vonalbírók: Alicia Hanrahan Ilona Novotná |
| N. Spooner (H. Wickenheiser) – 07:29 | 1–0              |                                          |                    | Játékvezető: Erin Blair Vonalbírók: Alicia Hanrahan Ilona Novotná |
| N. Spooner (C. Ward, H. Wickenheiser) (PP1) – 11:10 | 2–0              |                                          |                    | Játékvezető: Erin Blair Vonalbírók: Alicia Hanrahan Ilona Novotná |
| M. Daoust (J. Wakefield) – 11:33 | 3–0              |                                          |                    | Játékvezető: Erin Blair Vonalbírók: Alicia Hanrahan Ilona Novotná |
| | 3–1              | 25:14 – J. Lutz (S. Benz, L. Benz) (PP1) |                    |                                                                   |

Döntő
| 2014. február 20. 21:00 (18:00) | Kanada (CAN) | 3–2 (h.u.) (0–0, 0–1, 2–1) (h.u.: 1–0) | Egyesült Államok (USA) | Bolsoj Jégcsarnok, Szocsi Nézőszám: 10 639 |

| Jegyzőkönyv | Jegyzőkönyv      | Jegyzőkönyv                                | Jegyzőkönyv   | Jegyzőkönyv                                                         |
| --- | ---------------- | ------------------------------------------ | ------------- | ------------------------------------------------------------------- |
| | Shannon Szabados | Kapusok                                    | Jessie Vetter | Játékvezető: Joy Tottman Vonalbírók: Ilona Novotná Zuzana Svobodová |
| \| \| 0–1 \| 31:57 – M. Duggan (J. Lamoureux) \| \| \| 0–2 \| 42:01 – A. Carpenter (H. Knight, K. Stack) \| \| B. Jenner (M. Mikkelson-Reid, J. Larocque) – 56:34 \| 1–2 \| \| \| M-P. Poulin (R. Johnston, H. Irwin) (EA) – 59:05 \| 2–2 \| \| \| M-P. Poulin (L. Fortino) (PP2) – 68:10 \| 3–2 \| \| |                  |                                            |               | Játékvezető: Joy Tottman Vonalbírók: Ilona Novotná Zuzana Svobodová |
| 10 perc | Büntetések       | 14 perc                                    |               | Játékvezető: Joy Tottman Vonalbírók: Ilona Novotná Zuzana Svobodová |
| 31 | Lövések          | 29                                         |               | Játékvezető: Joy Tottman Vonalbírók: Ilona Novotná Zuzana Svobodová |
| | 0–1              | 31:57 – M. Duggan (J. Lamoureux)           |               | Játékvezető: Joy Tottman Vonalbírók: Ilona Novotná Zuzana Svobodová |
| | 0–2              | 42:01 – A. Carpenter (H. Knight, K. Stack) |               | Játékvezető: Joy Tottman Vonalbírók: Ilona Novotná Zuzana Svobodová |
| B. Jenner (M. Mikkelson-Reid, J. Larocque) – 56:34 | 1–2              |                                            |               | Játékvezető: Joy Tottman Vonalbírók: Ilona Novotná Zuzana Svobodová |
| M-P. Poulin (R. Johnston, H. Irwin) (EA) – 59:05 | 2–2              |                                            |               |                                                                     |
| M-P. Poulin (L. Fortino) (PP2) – 68:10 | 3–2              |                                            |               |                                                                     |

| Csapat       | Helyezés |
| ------------ | -------- |
| Kanada (CAN) |          |

## Műkorcsolya
| Versenyző                             | Versenyszám  | Rövid program | Rövid program | Kűr     | Kűr     | Összesítés | Összesítés |
| Versenyző                             | Versenyszám  | Pont          | Hely.         | Pont    | Hely.   | Pont       | Helyezés   |
| ------------------------------------- | ------------ | ------------- | ------------- | ------- | ------- | ---------- | ---------- |
| Patrick Chan                          | Férfi egyéni | 97,52         | 2.            | 178,10  | 2.      | 275,62     |            |
| Liam Firus                            | Férfi egyéni | 55,04         | 28.           | kiesett | kiesett | kiesett    | kiesett    |
| Kevin Reynolds                        | Férfi egyéni | 68,76         | 17.           | 153,47  | 10.     | 222,23     | 15.        |
| Gabrielle Daleman                     | Női egyéni   | 52,61         | 19.           | 95,83   | 16.     | 148,44     | 17.        |
| Kaetlyn Osmond                        | Női egyéni   | 56,18         | 13.           | 112,80  | 13.     | 168,98     | 13.        |
| Meagan Duhamel Eric Radford           | Páros        | 72,21         | 5.            | 127,32  | 7.      | 199,53     | 7.         |
| Paige Lawrence Rudi Swiegers          | Páros        | 58,97         | 13.           | 103,01  | 14.     | 161,98     | 14.        |
| Kirsten Moore-Towers Dylan Moscovitch | Páros        | 70,92         | 6.            | 131,18  | 5.      | 202,10     | 5.         |

| Versenyző                     | Versenyszám | Eredeti (original) tánc | Eredeti (original) tánc | Kűr    | Kűr   | Összesítés | Összesítés |
| Versenyző                     | Versenyszám | Pont                    | Hely.                   | Pont   | Hely. | Pont       | Helyezés   |
| ----------------------------- | ----------- | ----------------------- | ----------------------- | ------ | ----- | ---------- | ---------- |
| Alexandra Paul Mitchell Islam | Jégtánc     | 55,91                   | 18.                     | 82,79  | 16.   | 138,70     | 18.        |
| Tessa Virtue Scott Moir       | Jégtánc     | 76,33                   | 2.                      | 114,66 | 2.    | 190,99     |            |
| Kaitlyn Weaver Andrew Poje    | Jégtánc     | 65,93                   | 7.                      | 103,18 | 5.    | 169,11     | 7.         |

| Versenyző | Versenyszám   | Rövid program | Rövid program | Rövid program | Rövid program | Rövid program | Rövid program | Kűr         | Kűr         | Kűr         | Kűr         | Összesen | Összesen |
| Versenyző | Versenyszám   | Férfi         | Páros         | Jégtánc       | Női           | Összesen      | Összesen      | Páros       | Férfi       | Jégtánc     | Női         | Összesen | Összesen |
| Versenyző | Versenyszám   | Pont Csapat   | Pont Csapat   | Pont Csapat   | Pont Csapat   | Pont          | Hely.         | Pont Csapat | Pont Csapat | Pont Csapat | Pont Csapat | Pont     | Hely.    |
| --- | ------------- | ------------- | ------------- | ------------- | ------------- | ------------- | ------------- | ----------- | ----------- | ----------- | ----------- | -------- | -------- |
| Patrick Chan (F) Kevin Reynolds (F) Kaetlyn Osmond (N) Meagan Duhamel / Eric Radford (P) Kirsten Moore-Towers / Dylan Moscovitch (P) Tessa Virtue / Scott Moir (J) | Csapatverseny | 89,71 8       | 73,1 9        | 72,98 9       | 62,54 6       | 32            | 2.            | 129,74 9    | 167,92 9    | 107,56 9    | 110,73 6    | 65       |          |

## Rövidpályás gyorskorcsolya
Férfi
| Versenyző                                                                     | Versenyszám      | Előfutam | Előfutam | Negyeddöntő | Negyeddöntő | Elődöntő | Elődöntő | B döntő  | B döntő | Döntő    | Döntő   | Helyezés |
| Versenyző                                                                     | Versenyszám      | Idő      | Hely.    | Idő         | Hely.       | Idő      | Hely.    | Idő      | Hely.   | Idő      | Hely.   | Helyezés |
| ----------------------------------------------------------------------------- | ---------------- | -------- | -------- | ----------- | ----------- | -------- | -------- | -------- | ------- | -------- | ------- | -------- |
| Charle Cournoyer                                                              | 500 m            | 41,180   | 1.       | 41,060      | 2.          | 40,945   | 2.       |          |         | 41,617   | 3.      |          |
| Charle Cournoyer                                                              | 1000 m           | 1:24,787 | 1.       | 1:25,204    | 5.          | kiesett  | kiesett  | kiesett  | kiesett | kiesett  | kiesett | 17.      |
| Michael Gilday                                                                | 1500 m           | 2:16,468 | 2.       |             |             | büntetés | büntetés | kiesett  | kiesett | kiesett  | kiesett | 17.      |
| Charles Hamelin                                                               | 500 m            | 1:18,871 | 4.       | kiesett     | kiesett     | kiesett  | kiesett  | kiesett  | kiesett | kiesett  | kiesett | 32.      |
| Charles Hamelin                                                               | 1000 m           | 1:25,742 | 1.       | 1:40,408    | 4.          | kiesett  | kiesett  | kiesett  | kiesett | kiesett  | kiesett | 14.      |
| Charles Hamelin                                                               | 1500 m           | 2:16,903 | 1.       |             |             | 2:14,480 | 1.       |          |         | 2:14,985 | 1.      |          |
| François Hamelin                                                              | 1500 m           | 2:13,935 | 2.       |             |             | 2:16,473 | 4.       | 2:21,592 | 2.      |          |         | 9.       |
| Olivier Jean                                                                  | 500 m            | 41,616   | 1.       | 41,760      | 4.          | kiesett  | kiesett  | kiesett  | kiesett | kiesett  | kiesett | 13.      |
| Olivier Jean                                                                  | 1000 m           | 1:26,089 | 1.       | 1:24,935    | 3.          | kiesett  | kiesett  | kiesett  | kiesett | kiesett  | kiesett | 9.       |
| Charle Cournoyer Michael Gilday Charles Hamelin François Hamelin Olivier Jean | 5000 méter váltó |          |          |             |             | 6:48,186 | 4.       |          |         | 6:43,747 | 1.      | 6.       |

Női
| Versenyző                                                          | Versenyszám      | Előfutam | Előfutam | Negyeddöntő | Negyeddöntő | Elődöntő | Elődöntő | B döntő  | B döntő | Döntő    | Döntő   | Helyezés |
| Versenyző                                                          | Versenyszám      | Idő      | Hely.    | Idő         | Hely.       | Idő      | Hely.    | Idő      | Hely.   | Idő      | Hely.   | Helyezés |
| ------------------------------------------------------------------ | ---------------- | -------- | -------- | ----------- | ----------- | -------- | -------- | -------- | ------- | -------- | ------- | -------- |
| Marie-Ève Drolet                                                   | 1000 m           | 1:31,273 | 2.       | 1:31,668    | 3.          | kiesett  | kiesett  | kiesett  | kiesett | kiesett  | kiesett | 12.      |
| Marie-Ève Drolet                                                   | 1500 m           | 2:24,859 | 2.       |             |             | 2:19,516 | 3.       | 2:25,870 | 3.      |          |         | 8.       |
| Jessica Hewitt                                                     | 500 m            | 43,447   | 2.       | 1:00,971    | 4.          | kiesett  | kiesett  | kiesett  | kiesett | kiesett  | kiesett | 13.      |
| Valérie Maltais                                                    | 500 m            | 44,093   | 1.       | 43,550      | 3.          | kiesett  | kiesett  | kiesett  | kiesett | kiesett  | kiesett | 9.       |
| Valérie Maltais                                                    | 1000 m           | 1:28,771 | 1.       | 1:29,037    | 1.          | 1:56,511 | 4.       | 1:36,863 | 2.      |          |         | 6.       |
| Valérie Maltais                                                    | 1500 m           | 2:27,721 | 2.       |             |             | 2:23,069 | 3.       | 2:24,711 | 1.      |          |         | 6.       |
| Marianne St-Gelais                                                 | 500 m            | 43,729   | 1.       | 43,595      | 2.          | 44,069   | 3.       | 44,359   | 4.      |          |         | 7.       |
| Marianne St-Gelais                                                 | 1000 m           | 2:05,206 | 4.       | kiesett     | kiesett     | kiesett  | kiesett  | kiesett  | kiesett | kiesett  | kiesett | 28.      |
| Marianne St-Gelais                                                 | 1500 m           | 2:27,071 | 4.       |             |             | kiesett  | kiesett  | kiesett  | kiesett | kiesett  | kiesett | 22.      |
| Marie-Ève Drolet Jessica Hewitt Valérie Maltais Marianne St-Gelais | 3000 méter váltó |          |          |             |             | 4:08,871 | 2.       |          |         | 4:10,641 | 2.      |          |

## Síakrobatika
Ugrás
| Versenyző      | Versenyszám | Selejtező  | Selejtező  | Selejtező  | Selejtező  | Döntő      | Döntő      | Döntő      | Döntő      | Döntő      | Helyezés |
| Versenyző      | Versenyszám | 1. forduló | 1. forduló | 2. forduló | 2. forduló | 1. forduló | 1. forduló | 2. forduló | 2. forduló | 3. forduló | Helyezés |
| Versenyző      | Versenyszám | Pont       | Hely.      | Pont       | Hely.      | Pont       | Hely.      | Pont       | Hely.      | Pont       | Helyezés |
| -------------- | ----------- | ---------- | ---------- | ---------- | ---------- | ---------- | ---------- | ---------- | ---------- | ---------- | -------- |
| Travis Gerrits | Férfi       | 76,92      | 19.        | 112,39     | 4.         | 107,29     | 6.         | 111,95     | 7.         | kiesett    | 7.       |

Akrobatika
| Versenyző              | Versenyszám      | Selejtező | Selejtező | Selejtező | Döntő    | Döntő    | Döntő    |
| Versenyző              | Versenyszám      | 1. futam  | 2. futam  | Hely.     | 1. futam | 2. futam | Helyezés |
| ---------------------- | ---------------- | --------- | --------- | --------- | -------- | -------- | -------- |
| Noah Bowman            | Férfi félcső     | 80,60     | 77,80     | 7.        | 80,40    | 82,60    | 5.       |
| Justin Dorey           | Férfi félcső     | 91,60     | 6,40      | 1.        | 20,40    | 14,20    | 12.      |
| Matt Margetts          | Férfi félcső     | 66,80     | 17,80     | 15.       | kiesett  | kiesett  | kiesett  |
| Mike Riddle            | Férfi félcső     | 82,20     | 75,00     | 6.        | 71,40    | 90,60    |          |
| Rosalind Groenewoud    | Női félcső       | 82,00     | 78,40     | 6.        | 5,40     | 74,20    | 7.       |
| Keltie Hansen          | Női félcső       | 8,60      | 66,20     | 13.       | kiesett  | kiesett  | kiesett  |
| Alex Beaulieu-Marchand | Férfi slopestyle | 20,00     | 85,60     | 6.        | 5,00     | 21,40    | 12.      |
| Dara Howell            | Női slopestyle   | 88,80     | 35,20     | 1.        | 94,20    | 48,40    |          |
| Kim Lamarre            | Női slopestyle   | 85,40     | 38,00     | 2.        | 15,00    | 85,00    |          |
| Yuki Tsubota           | Női slopestyle   | 76,60     | 81,00     | 4.        | 71,60    | 28,40    | 6.       |
| Kaya Turski            | Női slopestyle   | 14,60     | 28,00     | 19.       | kiesett  | kiesett  | kiesett  |

Mogul
| Versenyző               | Versenyszám | Selejtező | Selejtező | Selejtező | Selejtező | Selejtező | Selejtező | Döntő    | Döntő    | Döntő    | Döntő    | Döntő    | Döntő    | Döntő    | Döntő    | Helyezés |
| Versenyző               | Versenyszám | 1. futam  | 1. futam  | 1. futam  | 2. futam  | 2. futam  | 2. futam  | 1. futam | 1. futam | 1. futam | 2. futam | 2. futam | 2. futam | 3. futam | 3. futam | Helyezés |
| Versenyző               | Versenyszám | Idő       | Pont      | Hely.     | Idő       | Pont      | Hely.     | Idő      | Pont     | Hely.    | Idő      | Pont     | Hely.    | Idő      | Pont     | Helyezés |
| ----------------------- | ----------- | --------- | --------- | --------- | --------- | --------- | --------- | -------- | -------- | -------- | -------- | -------- | -------- | -------- | -------- | -------- |
| Alexandre Bilodeau      | Férfi       | 25,03     | 24,70     | 1. D      |           |           |           | 24,78    | 22,49    | 8.       | 25,91    | 23,89    | 3.       | 24,81    | 26,31    |          |
| Marc-Antoine Gagnon     | Férfi       | 25,44     | 22,90     | 5. D      |           |           |           | 25,79    | 23,45    | 4.       | 25,61    | 24,16    | 2.       | 25,56    | 23,35    | 4.       |
| Mikaël Kingsbury        | Férfi       | 25,75     | 23,81     | 2. D      |           |           |           | 26,32    | 24,31    | 3.       | 26,37    | 24,54    | 1.       | 25,25    | 24,71    |          |
| Philippe Marquis        | Férfi       | 25,65     | 22,43     | 6. D      |           |           |           | 24,58    | 24,32    | 2.       | 24,07    | 22,25    | 9.       | kiesett  | kiesett  | 9.       |
| Chloé Dufour-Lapointe   | Női         | 30,80     | 22,64     | 2. D      |           |           |           | 31,90    | 21,65    | 3.       | 31,97    | 21,70    | 2.       | 31,71    | 21,66    |          |
| Justine Dufour-Lapointe | Női         | 32,02     | 22,28     | 3. D      |           |           |           | 31,82    | 21,54    | 4.       | 31,96    | 21,64    | 3.       | 31,56    | 22,44    |          |
| Maxime Dufour-Lapointe  | Női         | 31,22     | 20,88     | 8. D      |           |           |           | 31,90    | 20,33    | 11.      | 31,25    | 18,64    | 12.      | kiesett  | kiesett  | 12.      |
| Audrey Robichaud        | Női         | 33,55     | 20,61     | 9. D      |           |           |           | 33,20    | 20,41    | 10.      | 33,50    | 20,35    | 10.      | kiesett  | kiesett  | 10.      |

Krossz
| Versenyző             | Versenyszám | Selejtező | Selejtező | Nyolcaddöntő | Negyeddöntő        | Elődöntő | Döntő    | Helyezés |
| Versenyző             | Versenyszám | Idő       | Hely.     | Helyezés     | Helyezés           | Helyezés | Helyezés | Helyezés |
| --------------------- | ----------- | --------- | --------- | ------------ | ------------------ | -------- | -------- | -------- |
| Christopher Del Bosco | Férfi       | 1:15,91   | 2.        | 3.           | kiesett            | kiesett  | kiesett  | 17.      |
| David Duncan          | Férfi       | 1:17,31   | 6.        | 4.           | kiesett            | kiesett  | kiesett  | 26.      |
| Brady Leman           | Férfi       | 1:16,43   | 3.        | 1.           | 1.                 | 1.       | 4.       | 4.       |
| Kelsey Serwa          | Női         | 1:21,45   | 1.        | 1.           | 1.                 | 2.       | 2.       |          |
| Georgia Simmerling    | Női         | 1:22,52   | 8.        | 1.           | 4. (nem ért célba) | kiesett  | kiesett  | 14.      |
| Marielle Thompson     | Női         | 1:21,56   | 3.        | 1.           | 1.                 | 1.       | 1.       |          |

## Sífutás
Férfi
| Versenyző                                            | Versenyszám     | Selejtező | Selejtező | Negyeddöntő | Negyeddöntő | Elődöntő | Elődöntő | Döntő         | Döntő         |
| Versenyző                                            | Versenyszám     | Idő       | Hely.     | Idő         | Hely.       | Idő      | Hely.    | Idő           | Helyezés      |
| ---------------------------------------------------- | --------------- | --------- | --------- | ----------- | ----------- | -------- | -------- | ------------- | ------------- |
| Ivan Babikov                                         | 15 km           |           |           |             |             |          |          | 41:49,2       | 39.           |
| Ivan Babikov                                         | 30 km           |           |           |             |             |          |          | 1:10:14,6     | 25.           |
| Ivan Babikov                                         | 50 km           |           |           |             |             |          |          | 1:47:41,8     | 20.           |
| Graeme Killick                                       | 15 km           |           |           |             |             |          |          | 44:04,8       | 65.           |
| Graeme Killick                                       | 30 km           |           |           |             |             |          |          | 1:13:16,1     | 45.           |
| Graeme Killick                                       | 50 km           |           |           |             |             |          |          | 1:48:22,4     | 28.           |
| Alex Harvey                                          | 15 km           |           |           |             |             |          |          | nem ért célba | nem ért célba |
| Alex Harvey                                          | 30 km           |           |           |             |             |          |          | 1:10:00,2     | 18.           |
| Alex Harvey                                          | 50 km           |           |           |             |             |          |          | 1:47:40,9     | 19.           |
| Alex Harvey                                          | Sprint          | 3:36,08   | 19.       | 3:37,89     | 4.          | kiesett  | kiesett  | kiesett       | 19.           |
| Devon Kershaw                                        | 15 km           |           |           |             |             |          |          | 41:17,1       | 35.           |
| Devon Kershaw                                        | Sprint          | 3:45,77   | 56.       | kiesett     | kiesett     | kiesett  | kiesett  | kiesett       | 56.           |
| Len Väljas                                           | Sprint          | 3:39,87   | 36.       | kiesett     | kiesett     | kiesett  | kiesett  | kiesett       | 36.           |
| Jesse Cockney                                        | Sprint          | 3:44,36   | 53.       | kiesett     | kiesett     | kiesett  | kiesett  | kiesett       | 53.           |
| Jesse Cockney                                        | 50 km           |           |           |             |             |          |          | 1:59:16,6     | 56.           |
| Devon Kershaw Alex Harvey                            | Csapatsprint    |           |           |             |             | 24:20,37 | 6.       | kiesett       | 14.           |
| Len Väljas Ivan Babikov Graeme Killick Jesse Cockney | 4 × 10 km váltó |           |           |             |             |          |          | 1:33:19,0     | 12.           |

Női
| Versenyző                                                      | Versenyszám    | Selejtező | Selejtező | Negyeddöntő | Negyeddöntő | Elődöntő | Elődöntő | Döntő     | Döntő    |
| Versenyző                                                      | Versenyszám    | Idő       | Hely.     | Idő         | Hely.       | Idő      | Hely.    | Idő       | Helyezés |
| -------------------------------------------------------------- | -------------- | --------- | --------- | ----------- | ----------- | -------- | -------- | --------- | -------- |
| Amanda Ammar                                                   | 10 km          |           |           |             |             |          |          | 32:48,8   | 55.      |
| Amanda Ammar                                                   | 15 km          |           |           |             |             |          |          | 44:24,3   | 55.      |
| Amanda Ammar                                                   | 30 km          |           |           |             |             |          |          | 1:22:03,7 | 49.      |
| Emily Nishikawa                                                | 15 km          |           |           |             |             |          |          | 42:04,7   | 42.      |
| Emily Nishikawa                                                | 30 km          |           |           |             |             |          |          | 1:21:38,6 | 47.      |
| Brittany Webster                                               | 10 km          |           |           |             |             |          |          | 31:41,0   | 42.      |
| Brittany Webster                                               | 15 km          |           |           |             |             |          |          | 43:25,6   | 51.      |
| Brittany Webster                                               | 30 km          |           |           |             |             |          |          | 1:21:05,5 | 46.      |
| Daria Gaiazova                                                 | 10 km          |           |           |             |             |          |          | 31:47,0   | 44.      |
| Daria Gaiazova                                                 | Sprint         | 2:40,04   | 27.       | 2:40,45     | 5.          | kiesett  | kiesett  | kiesett   | 25.      |
| Heidi Widmer                                                   | 10 km          |           |           |             |             |          |          | 33:01,9   | 57.      |
| Heidi Widmer                                                   | 30 km          |           |           |             |             |          |          | 1:24:11,5 | 52.      |
| Heidi Widmer                                                   | Sprint         | 2:43,36   | 43.       | kiesett     | kiesett     | kiesett  | kiesett  | kiesett   | 43.      |
| Chandra Crawford                                               | Sprint         | 2:43,59   | 44.       | kiesett     | kiesett     | kiesett  | kiesett  | kiesett   | 44.      |
| Perianne Jones                                                 | Sprint         | 2:38,63   | 23.       | 2:38,66     | 5.          | kiesett  | kiesett  | kiesett   | 23.      |
| Perianne Jones Daria Gaiazova                                  | Csapatsprint   |           |           |             |             | 17:09,13 | 5.       | kiesett   | 11.      |
| Perianne Jones Daria Gaiazova Emily Nishikawa Brittany Webster | 4 × 5 km váltó |           |           |             |             |          |          | 59:13,6   | 14.      |

## Síugrás
Férfi
| Versenyző                                                       | Versenyszám | Selejtező | Selejtező | Selejtező | 1. ugrás | 1. ugrás | 1. ugrás | 2. ugrás | 2. ugrás | 2. ugrás | Összesítés | Összesítés |
| Versenyző                                                       | Versenyszám | Táv       | Pont      | Hely.     | Táv      | Pont     | Hely.    | Táv      | Pont     | Hely.    | Pont       | Helyezés   |
| --------------------------------------------------------------- | ----------- | --------- | --------- | --------- | -------- | -------- | -------- | -------- | -------- | -------- | ---------- | ---------- |
| Mackenzie Boyd-Clowes                                           | Normálsánc  | 95,0      | 113,4     | 21.       | 96,0     | 114,4    | 36.      | kiesett  | kiesett  | kiesett  | kiesett    | kiesett    |
| Mackenzie Boyd-Clowes                                           | Nagysánc    | 124,0     | 105,5     | 19.       | 132,0    | 120,1    | 19.      | 123,5    | 117,8    | 24.      | 237,9      | 25.        |
| Dusty Korek                                                     | Normálsánc  | 92,5      | 107,4     | 28.       | 93,5     | 111,1    | 39.      | kiesett  | kiesett  | kiesett  | kiesett    | kiesett    |
| Dusty Korek                                                     | Nagysánc    | 109,0     | 82,7      | 42.       | kiesett  | kiesett  | kiesett  | kiesett  | kiesett  | kiesett  | kiesett    | kiesett    |
| Trevor Morrice                                                  | Normálsánc  | 86,0      | 88,7      | 47.       | kiesett  | kiesett  | kiesett  | kiesett  | kiesett  | kiesett  | kiesett    | kiesett    |
| Trevor Morrice                                                  | Nagysánc    | 113,0     | 84,5      | 40.       | 121,5    | 103,4    | 42.      | kiesett  | kiesett  | kiesett  | kiesett    | kiesett    |
| Matthew Rowley                                                  | Normálsánc  | 90,5      | 100,0     | 41.       | kiesett  | kiesett  | kiesett  | kiesett  | kiesett  | kiesett  | kiesett    | kiesett    |
| Matthew Rowley                                                  | Nagysánc    | 110,5     | 88,4      | 38.       | kizárták | kizárták | kizárták | kiesett  | kiesett  | kiesett  | kiesett    | kiesett    |
| Mackenzie Boyd-Clowes Dusty Korek Trevor Morrice Matthew Rowley | Csapat      |           |           |           | 488,0    | 399,2    | 12.      | kiesett  | kiesett  | kiesett  | kiesett    | kiesett    |

Női
| Versenyző      | Versenyszám | 1. ugrás | 1. ugrás | 1. ugrás | 2. ugrás | 2. ugrás | 2. ugrás | Összesítés | Összesítés |
| Versenyző      | Versenyszám | Táv      | Pont     | Hely.    | Táv      | Pont     | Hely.    | Pont       | Helyezés   |
| -------------- | ----------- | -------- | -------- | -------- | -------- | -------- | -------- | ---------- | ---------- |
| Taylor Henrich | Normálsánc  | 97,5     | 118,2    | 7.       | 96,0     | 112,2    | 14.      | 230,4      | 13.        |
| Atsuko Tanaka  | Normálsánc  | 97,5     | 117,8    | 8.       | 95,0     | 113,5    | 12.      | 231,3      | 12.        |

## Snowboard
Parallel
| Versenyző          | Versenyszám                 | Selejtező | Selejtező | Nyolcaddöntő                          | Negyeddöntő                      | Elődöntő          | Döntő             | Helyezés |
| Versenyző          | Versenyszám                 | Idő       | Hely.     | Ellenfél Eredmény                     | Ellenfél Eredmény                | Ellenfél Eredmény | Ellenfél Eredmény | Helyezés |
| ------------------ | --------------------------- | --------- | --------- | ------------------------------------- | -------------------------------- | ----------------- | ----------------- | -------- |
| Jasey-Jay Anderson | Férfi parallel slalom       | 59,77     | 15.       | Žan Košir (SLO) · V +0,44             | kiesett                          | kiesett           | kiesett           | 15.      |
| Jasey-Jay Anderson | Férfi parallel giant slalom | 1:38,49   | 11.       | Rok Marguč (SLO) · V +0,47            | kiesett                          | kiesett           | kiesett           | 14.      |
| Michael Lambert    | Férfi parallel slalom       | 59,80     | 16.       | Vic Wild (RUS) · V +1,78              | kiesett                          | kiesett           | kiesett           | 16.      |
| Michael Lambert    | Férfi parallel giant slalom | 1:43,69   | 27.       | kiesett                               | kiesett                          | kiesett           | kiesett           | 27.      |
| Matthew Morison    | Férfi parallel slalom       | 59,96     | 18.       | kiesett                               | kiesett                          | kiesett           | kiesett           | 18.      |
| Matthew Morison    | Férfi parallel giant slalom | 1:39,62   | 14.       | Patrick Bussler (GER) · V +0,30       | kiesett                          | kiesett           | kiesett           | 15.      |
| Caroline Calvé     | Női parallel slalom         | 1:06,15   | 26.       | kiesett                               | kiesett                          | kiesett           | kiesett           | 26.      |
| Caroline Calvé     | Női parallel giant slalom   | 1:48,79   | 8.        | Jekatyerina Iljuhina (RUS) · GY –0,03 | Tomoka Takeuchi (JPN) · V +4,00  | kiesett           | kiesett           | 6.       |
| Ariane Lavigne     | Női parallel slalom         | 1:05,60   | 17.       | kiesett                               | kiesett                          | kiesett           | kiesett           | 17.      |
| Ariane Lavigne     | Női parallel giant slalom   | 1:51,69   | 14.       | Julie Zogg (SUI) · GY –0,12           | Aljona Zavarzina (RUS) · V +7,27 | kiesett           | kiesett           | 8.       |
| Marianne Leeson    | Női parallel slalom         | 1:06,26   | 27.       | kiesett                               | kiesett                          | kiesett           | kiesett           | 27.      |
| Marianne Leeson    | Női parallel giant slalom   | 1:47,41   | 5.        | Ladina Jenny (SUI) · GY –0,30         | Ina Meschik (AUT) · V +0,30      | kiesett           | kiesett           | 5.       |

Akrobatika
| Versenyző           | Versenyszám      | Selejtező | Selejtező | Selejtező | Elődöntő | Elődöntő | Elődöntő | Döntő    | Döntő    | Helyezés |
| Versenyző           | Versenyszám      | 1. futam  | 2. futam  | Hely.     | 1. futam | 2. futam | Hely.    | 1. futam | 2. futam | Helyezés |
| ------------------- | ---------------- | --------- | --------- | --------- | -------- | -------- | -------- | -------- | -------- | -------- |
| Crispin Lipscomb    | Férfi halfpipe   | 29,25     | 65,25     | 12.       | kiesett  | kiesett  | kiesett  | kiesett  | kiesett  | 23.      |
| Derek Livingston    | Férfi halfpipe   | 34,25     | 70,25     | 10.       | kiesett  | kiesett  | kiesett  | kiesett  | kiesett  | 19.      |
| Brad Martin         | Férfi halfpipe   | 31,25     | 22,50     | 19.       | kiesett  | kiesett  | kiesett  | kiesett  | kiesett  | 39.      |
| Mark McMorris       | Férfi slopestyle | 29,50     | 89,25     | 7.        | 55,50    | 89,25    | 3.       | 33,75    | 88,75    |          |
| Maxence Parrot      | Férfi slopestyle | 91,75     | 97,50     | 1. D      |          |          |          | 47,00    | 87,25    | 5.       |
| Charles Reid        | Férfi slopestyle | 54,50     | 75,50     | 9.        | 46,25    | 43,50    | 14.      | kiesett  | kiesett  | 22.      |
| Sebastien Toutant   | Férfi slopestyle | 74,25     | 87,25     | 3. D      |          |          |          | 54,50    | 58,50    | 9.       |
| Alexandra Duckworth | Női halfpipe     | 42,25     | 69,75     | 7.        | 32,50    | 25,75    | 11.      | kiesett  | kiesett  | 17.      |
| Mercedes Nicoll     | Női halfpipe     | 43,50     | 26,50     | 12.       | kiesett  | kiesett  | kiesett  | kiesett  | kiesett  | 25.      |
| Katie Tsuyuki       | Női halfpipe     | 45,75     | 54,25     | 9.        | 55,50    | 56,25    | 7.       | kiesett  | kiesett  | 13.      |
| Jenna Blasman       | Női slopestyle   | 60,25     | 51,50     | 6.        | 32,25    | 10,50    | 11.      | kiesett  | kiesett  | 19.      |
| Spencer O’Brien     | Női slopestyle   | 82,75     | 65,00     | 3. D      |          |          |          | 30,00    | 35,00    | 12.      |

Snowboard cross
| Versenyző            | Versenyszám | Selejtező | Selejtező | Nyolcaddöntő  | Negyeddöntő   | Elődöntő           | Döntő    | Helyezés |
| Versenyző            | Versenyszám | Idő       | Hely.     | Helyezés      | Helyezés      | Helyezés           | Helyezés | Helyezés |
| -------------------- | ----------- | --------- | --------- | ------------- | ------------- | ------------------ | -------- | -------- |
| Robert Fagan         | Férfi       | törölve   | törölve   | 4. (kizárták) | kiesett       | kiesett            | kiesett  | 25.      |
| Kevin Hill           | Férfi       | törölve   | törölve   | 3.            | 2.            | 6. (nem ért célba) | 2.       | 8.       |
| Jake Holden          | Férfi       | törölve   | törölve   | 4.            | kiesett       | kiesett            | kiesett  | 25.      |
| Christopher Robanske | Férfi       | törölve   | törölve   | 2.            | 5.            | kiesett            | kiesett  | 17.      |
| Dominique Maltais    | Női         | 1:22,26   | 3.        |               | 1.            | 1.                 | 2.       |          |
| Maëlle Ricker        | Női         | 1:22,44   | 4.        |               | nem ért célba | kiesett            | kiesett  | 21.      |

## Szánkó
| Versenyző                                          | Versenyszám  | 1. futam | 1. futam | 2. futam | 2. futam | 3. futam | 3. futam | 4. futam | 4. futam | Összesítés | Összesítés |
| Versenyző                                          | Versenyszám  | Idő      | Hely.    | Idő      | Hely.    | Idő      | Hely.    | Idő      | Hely.    | Idő        | Helyezés   |
| -------------------------------------------------- | ------------ | -------- | -------- | -------- | -------- | -------- | -------- | -------- | -------- | ---------- | ---------- |
| Samuel Edney                                       | Férfi egyes  | 52,783   | 14.      | 52,546   | 6.       | 52,268   | 11.      | 52,180   | 9.       | 3:29,777   | 11.        |
| John Fennell                                       | Férfi egyes  | 53,350   | 27.      | 53,561   | 30.      | 52,879   | 27.      | 52,926   | 29.      | 3:32,716   | 27.        |
| Mitchel Malyk                                      | Férfi egyes  | 53,367   | 28.      | 53,401   | 29.      | 52,756   | =24.     | 52,633   | 24.      | 3:32,157   | 26.        |
| Tristan Walker Justin Snith                        | Kettes       | 49,857   | 4.       | 49,983   | 6.       |          |          |          |          | 1:39,840   | 4.         |
| Alex Gough                                         | Női egyes    | 50,464   | 5.       | 50,402   | 5.       | 50,286   | 4.       | 50,426   | 5.       | 3:21,578   | 4.         |
| Arianne Jones                                      | Női egyes    | 50,993   | 13.      | 50,837   | 15.      | 50,745   | 11.      | 50,608   | 10.      | 3:23,183   | 13.        |
| Kimberley McRae                                    | Női egyes    | 50,465   | 6.       | 50,454   | 6.       | 50,356   | 5.       | 50,620   | 11.      | 3:21,895   | 5.         |
| Alex Gough Sam Edney Tristan Walker / Justin Snith | Vegyes váltó |          |          |          |          |          |          |          |          | 2:47,395   | 4.         |

## Szkeleton
| Versenyző             | Versenyszám | 1. futam | 1. futam | 2. futam | 2. futam | 3. futam | 3. futam | 4. futam | 4. futam | Összesítés | Összesítés |
| Versenyző             | Versenyszám | Idő      | Hely.    | Idő      | Hely.    | Idő      | Hely.    | Idő      | Hely.    | Idő        | Helyezés   |
| --------------------- | ----------- | -------- | -------- | -------- | -------- | -------- | -------- | -------- | -------- | ---------- | ---------- |
| Eric Neilson          | Férfi       | 57,41    | 12.      | 57,01    | 8.       | 57,25    | 14.      | 57,10    | 14.      | 3:48,77    | 13.        |
| John Fairbairn        | Férfi       | 57,34    | 11.      | 56,92    | 4.       | 56,91    | 7.       | 56,96    | =10.     | 3:48,13    | 7.         |
| Mellisa Hollingsworth | Női         | 59,68    | 15.      | 59,70    | 17.      | 58,68    | 10.      | 58,15    | =2.      | 3:56,21    | =11.       |
| Sarah Reid            | Női         | 59,14    | 7.       | 59,17    | 8.       | 58,27    | 4.       | 58,15    | =2.      | 3:54,73    | 7.         |